# کلارا شومان
کلارا یوزفینه شومان (آلمانی: Clara Josephine Schumann؛ ۱۳ سپتامبر ۱۸۱۹ – ۲۰ مهٔ ۱۸۹۶) نوازندهٔ پیانو، آهنگساز و معلّمِ پیانوی اهل آلمان بود. او که به‌عنوان یکی از برجسته‌ترین پیانیست‌های دورهٔ رمانتیک شناخته می‌شود، در یک دورهٔ ۶۱ ساله با برگزاری کنسرت‌های بسیار و رپرتوارهایی در قالب رسیتال‌های پیانو، موقعیت خود را با کارهای جدی به‌عنوان یک نوازندهٔ چیره‌دست تثبیت کرد. وی همچنین در طول فعالیت‌هایش آثاری برای پیانو سولو، کنسرتو پیانو، موسیقی مجلسی، قطعات کرال و ترانه آهنگسازی کرد.
کلارا در لایپزیگ رشد کرد، جایی که پدرش فریدریش ویک، یک پیانیست و معلم حرفه‌ای و مادرش یک خوانندهٔ برجسته بود. او در آن زمان به‌عنوان کودکی اعجوبه شناخته می‌شد که توسط پدرش آموزش دیده‌است و از یازده سالگی تورهای موفقیت‌آمیز خود را در پاریس، وین و دیگر شهرهای اروپا، آغاز کرد. وی با آهنگساز روبرت شومان ازدواج کرد و این زوج هشت فرزند داشتند. آنها با هم، یوهانس برامس را مورد تشویق قرار داده و رابطه نزدیکی با او برقرار کردند. کلارا آثار زیادی از شوهرش و برامس را برای اولین بار در کنسرت‌های عمومی به اجرا گذاشت.
کلارا پس از مرگ زودهنگام شوهرش، به تورهای کنسرت خود در اروپا برای دهه‌ها ادامه داد و اغلب با یوزف یواخیم (نوازندهٔ ویولن) و دیگر نوازندگان ارکستر مجلسی همکاری داشت. وی از سال ۱۸۷۸، یک معلم و مربی تأثیرگذار در «کنسرواتوار دکتر هوخ»، در شهر فرانکفورت، جایی که دانشجویان بین‌المللی را جذب می‌کرد، شناخته می‌شد. وی همچنین ویرایش آثار همسرش را برای انتشار انجام می‌داد. کلارا بیستم مه ۱۸۹۶ در فرانکفورت درگذشت، اما او را در کنار همسرش در بن به خاک سپردند.
در سینما نیز چندین فیلم به موضوع کلارا پرداخته‌اند، از جمله فیلم رویاپردازی (۱۹۴۴) و کلارای معشوق (۲۰۰۸) به کارگردانی هلما زاندرز-برامس ساخته شده‌است. همچنین اسکناسی ۱۰۰ مارکی به همراه تصویری از کلارا با چاپ سنگی اثر آندریاس استاب، از سال ۱۹۸۹ تا ۲۰۰۲، به چاپ رسید. علاقه به آثار او در اواخر قرن بیستم دوباره احیا گردید و به‌مناسبت دویستمین سال تولدش، کتاب‌ها و نمایشگاه‌های جدیدی برپا شد.

## زندگی

### سال‌های آغازین

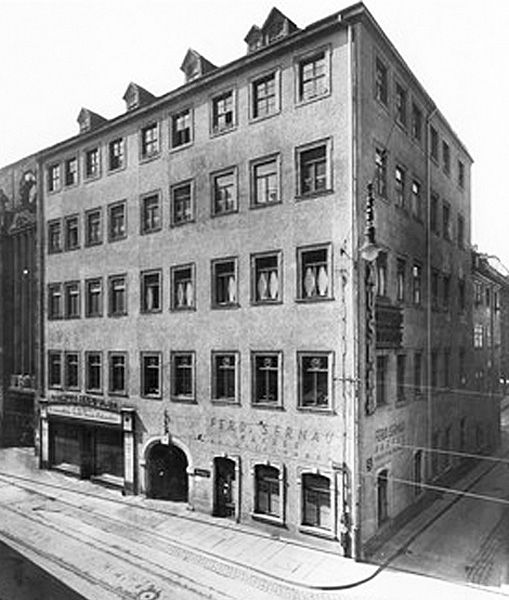
ساختمانی که کلارا ویک در آن زاده شد. (عکاسی ۱۹۲۰)

#### خانواده
کلارا یوزفینه ویک، ۱۳ سپتامبر ۱۸۱۹، در شهر لایپزیک، از پدری با نام فریدریش ویک و مادری با نام ماریان بارگیل، زاده شد. مادرش خوانندهٔ مشهوری بود و به‌صورت هفتگی با صدای سوپرانو و تکنوازی پیانو، در سالن گواندهاوس اجرای برنامه داشت. والدین کلارا اختلافات آشتی‌ناپذیری داشتند که بخشی از آن به‌دلیل ماهیت تسلیم‌ناپذیرِ پدر، به‌خاطر رابطهٔ مادرش با دوستِ پدرش (آدولف بارگیل) بود. سرانجام پدر و مادر کلارا در سال ۱۸۲۵، از هم طلاق گرفتند و بعداً ماریان با آدولف ازدواج کرد. کلارا در حالی که پنج ساله بود، مادرش با آدولف به برلین نقل مکان کردند، ولی او نزد پدرش ماند و ارتباطش با مادر فقط در حدِ نوشتن نامه و ملاقات‌های گاه و بی‌گاه محدود شد.

#### کودک نابغه
پدر کلارا از کودکی برای آیندهٔ شغلی او برنامه‌ریزی دقیقی با در نظر گرفتن کوچک‌ترین جزئیات انجام داده بود. وی از چهارسالگی نواختن پیانو در سطح مبتدی را نزد مادرش آموخت. پس از اینکه مادرش خانه را ترک کرد، روزانه به‌مدت یک ساعت از پدرش یادمی‌گرفت. آموزش‌های او شامل: پیانو، ویولن، آواز، تئوری موسیقی، هارمونی و کنترپوان می‌شدند. فشردگی دروس باعث شد که مجبور شود دو ساعت در روز آموزش ببیند. پدرش از روش‌های آموزشی که خودش در قالب یک کتاب برای یادگیری پیانو منتشر کرده بود، استفاده می‌کرد. او اگرچه درس‌هایی مانند دین و زبان را هم تحت نظر پدرش می‌خواند، اما تحصیلات موسیقی باعث آسیب به تحصیلات عمومی او شده بود.

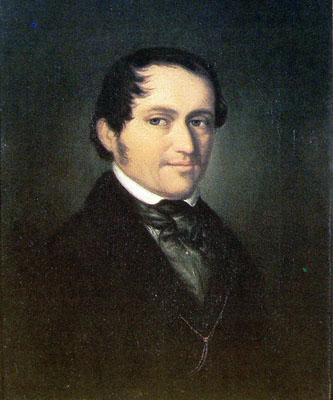
فریدریش ویک، پدر و معلم کلارا

او ۹ ساله بود که اولین اجرای رسمی خود را روز ۲۸ اکتبر ۱۸۲۸، در سالن گواندهاوس شهر لایپزیک به نمایش گذاشت. وی در همان سال در خانهٔ ارنست کاروس، رئیس بیمارستان روانی در قلعه کلدیتز، کنسرت دیگری برگزار کرد. او در آنجا با پیانیست جوانی که ۹ سال از وی بزرگتر بود و به شبِ موسیقی دعوت شده بود، آشنا شد. او روبرت شومان نام داشت. روبرت از اجرای کلارا به قدری هیجان‌زده شد که از مادرش تقاضا کرد تا موافقت کند تحصیل در رشتهٔ حقوق را رها کرده و برای فراگیری موسیقی نزد پدرِ کلارا برود. او بدین‌ترتیب اتاقی در خانهٔ ویک اجاره کرد و به‌مدت یک سال در آنجا اقامت گزید و موسیقی آموخت.
از سپتامبر ۱۸۳۱ تا آوریل ۱۸۳۲، کلارا با همراهی پدرش به پاریس و دیگر شهرهای اروپا سفر کرد. در وایمار، او قطعه‌ای از هنری هرتس (آهنگساز اتریشی، ۱۸۸۸–۱۸۰۳) را شجاعانه برای یوهان ولفگانگ فون گوته اجرا کرد که باعث شد گوته مدالی همراه با یک پرتره و یادداشت با عنوان «برای هنرمند با استعداد کلارا ویک»، به وی اهدا کند. در طی آن تور، نیکولو پاگانینی، که او هم در پاریس حضور داشت، پیشنهاد داد تا در کنار کلارا، کنسرت برگزار کند. مراسم سخنرانی او در پاریس با حضور اندکی از حاضرین برگزار شد، زیرا بسیاری از مردم به دلیل شیوع وبا، از شهر گریخته بودند. این تور، کلارا را از یک کودک نابغه، به یک نوازندهٔ زنِ جوان تبدیل نمود.

#### موفقیت در وین

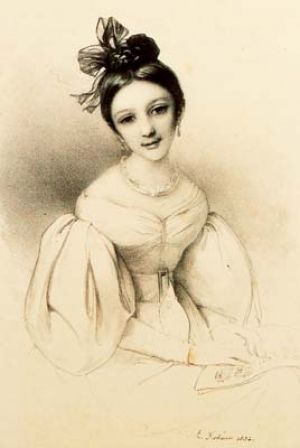
کلارا ویک (۱۸۳۲)، پرتره از ادوارد فکنر

کلارا در هجده سالگی، از دسامبر ۱۸۳۷ تا آوریل ۱۸۳۸، مجموعه‌ای از برنامه‌های خود را در وین به اجرا گذاشت. در اجرای یکی از این کنسرت‌ها، فرانز گریلپارزر (درام‌نویس اتریشی)، پس از اجرای سونات پیانوی شماره ۲۳، اثر بتهوون، شعری با عنوان «کلارا ویک و بتهوون» برای او نوشت. اجراهای کلارا برای جذب تماشاگران بود و با تحسین منتقدان روبرو می‌شد. فرانتس شوبرت که در یکی از این کنسرت‌ها حضور داشت، به‌وسیلهٔ یکی از دوستانش (بندیکت راندهارتینگر)، یک نسخهٔ رونویسی‌شده از قطعهٔ «جن شاه» را به کلارا تقدیم کرد و در آن نوشت: «برای هنرمند مشهور، کلارا ویک». فردریک شوپن نیز که برای شنیدن یکی از اجراهای کلارا در کنسرت او حضور داشت، طی یادداشتی در نشریهٔ پاریسی «مرور و روزنامه موسیقی» و سپس ترجمه به آلمانی در «مجله موسیقی جدید» لایپزیک، از کلارا «فوق‌العاده ستایش» کرد. در ۱۵ مارس، او لقب «چیره‌دستِ مجلس سلطنتی و پادشاهی» (بالاترین لقب افتخاری موسیقی در اتریش) را دریافت کرد.
یک منتقد موسیقی گمنام طی یک سخنرانی در وین، کلارا را اینگونه توصیف کرد: «ظهور این هنرمند را می‌توان دوران‌ساز دانست … در دستان خلاق او، عادی‌ترین پاساژ و معمولی‌ترین موتیف، معنای قابل‌توجهی پیدا می‌کند. یک رنگ، فقط افرادی خاصی هستند که می‌توانند اینگونه هنر را کامل و با مهارت ارایه دهند».

### دوستی و رابطه‌های پایدار

#### روبرت شومان

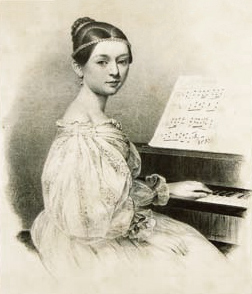
یک تصویر به شیوهٔ چاپ سنگی از کلارا ویک، ۱۸۳۵

روبرت شومان کمی بیشتر از ۹ سال، بزرگتر از کلارا بود. در سال ۱۸۳۷، هنگامی که کلارا فقط ۱۸ سال داشت، از او خواستگاری کرد و او این درخواست را پذیرفت. سپس روبرت تصمیم گرفت از پدرش نیز این تقاضا را مطرح کند، اما با مخالفت شدید فریدریش ویک مواجه شد و اجازه نداد با دخترش ازدواج کند. او ملاقات آنها را ممنوع کرد و سفرهای خودش را با کلارا افزایش داد. فردریش ویک در این مدت مطالبی برای رسوایی روبرت منتشر کرد و بهانه‌اش این بود که در صورتی به روبرت اجازهٔ ازدواج می‌دهد که پیشنهاد و تعهد مالی خود را برای این پیوند انجام دهد. این جدایی و درگیری‌ها چند سال به طول انجامید. سرانجام روبرت و کلارا تصمیم گرفتند که در دادگاه از وی شکایت کنند. قاضی دادگاه حکم به ازدواج آنها داد و اجازه‌نامه صادر کرد که در ۱۲ سپتامبر ۱۸۴۰، یک روز قبل از بیست و یکمین سالگرد تولد کلارا (روزی که کلارا به سن قانونی می‌رسید)، این پیوند برقرار شد. از آن به بعد این زوج یک دفتر خاطرات مشترک، برای ثبت کارهای موسیقی و روابط شخصی در زندگی مشترک، برای خود مهیا کردند.
در فوریه ۱۸۵۴، روبرت شومان دچار فروپاشی ذهنی شد، اقدام به خودکشی کرد∗ و پس از آن در آسایشگاهی در روستای اندنایش، نزدیک بن، بستری شد و دو سالِ آخر زندگی خود را در آنجا گذراند. از مارس ۱۸۵۴، دوستانشان مانند برامس، یواخیم، آلبرت دیتریش و جولیوس اتو گریم در کنار کلارا بودند، او را دلداری می‌دادند و برایش موسیقی اجرا می‌کردند. چراکه آنها قصد داشتند با اجرای موسیقی، کلارا را به نوعی از این فاجعه دور کنند. برامس چهار قطعه برای پیانو و مجموعه‌ای از «واریاسیون‌ها روی یک تم از روبرت شومان» ساخت (یک سال قبل از آن هم قطعه‌ای با عنوان اپوس ۲۰، آهنگسازی کرده بود). برامس قصد انتشار و ثبت این آثار را نداشت و فقط به‌صورت خصوصی و برای دلجویی از کلارا این کارها را انجام می‌داد. بعداً برامس تصمیم گرفت آنها را با نام مستعار منتشر کند. اما سرانجام چهار قطعهٔ پیانویی را با نام بالاد‌ها اپوس ۱۰، و واریاسیون‌ها را با شمارهٔ اپوس ۹، به کلارا و روبرت تقدیم کرد و امیدوار بود که او هرچه سریعتر بهبود یافته و به آغوش خانواده برگردد.

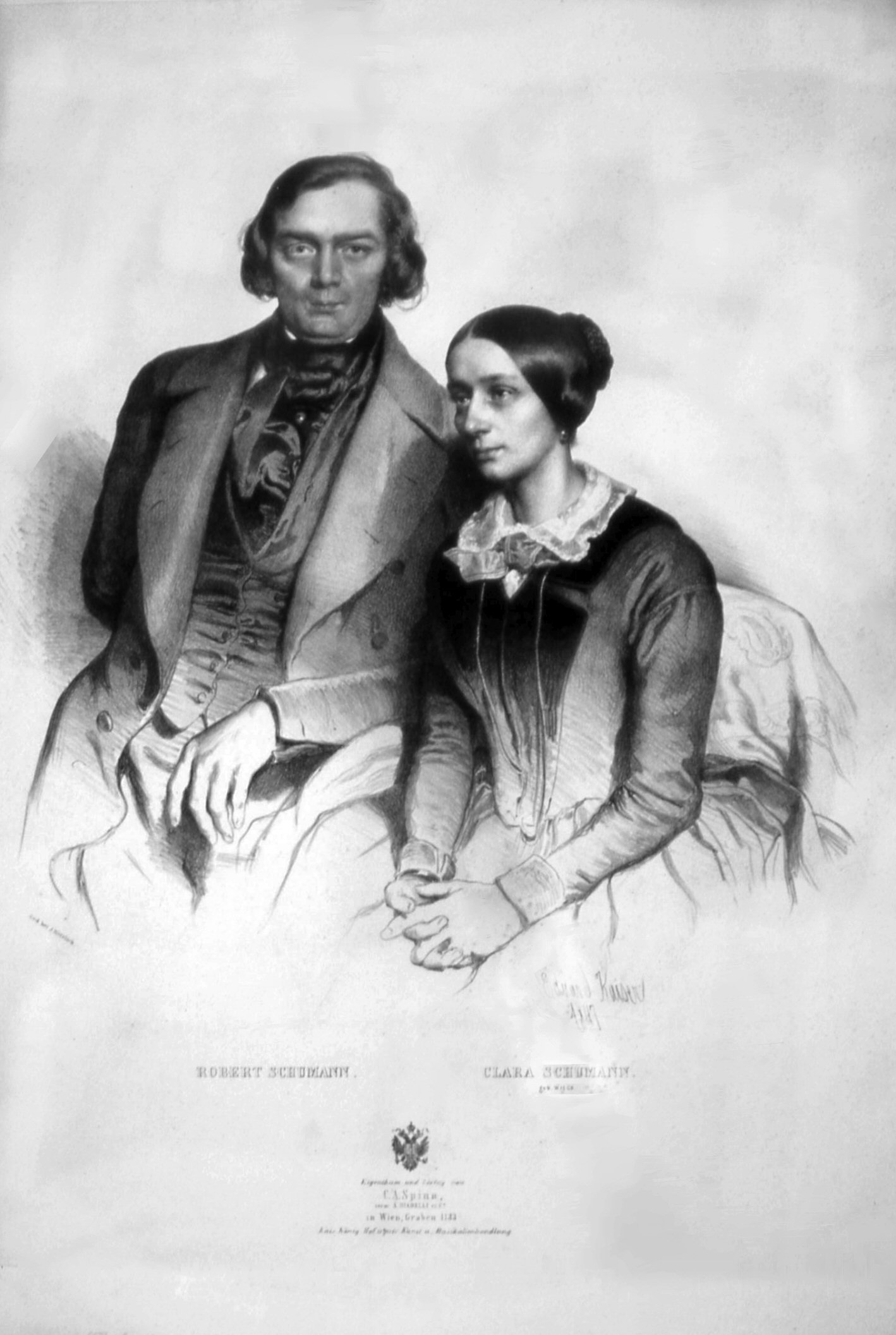
کلارا و روبرت شومان (۱۸۴۷)

در طول دو سال اقامت روبرت شومان در این آسایشگاه، همسرش اجازه ملاقات با وی را نداشت، در حالی که برامس به‌طور منظم با وی ملاقات می‌کرد. هنگامی که مشخص شد روبرت به مرگ نزدیک شده‌است، سرانجام به کلارا اجازهٔ ملاقات دادند. هنگامی که روبرت با کلارا روبرو شد، به‌نظر می‌رسید او را شناخته‌است و توانسته فقط چند کلمه با وی صحبت کند.∗ روبرت دو روز بعد از دیدار با کلارا، در ۲۹ ژوئیه ۱۸۵۶ درگذشت. پس از مرگ روبرت، کلارا طی چهل سال و تا لحظهٔ مرگ، در قامتِ یک زن وفادار، با برگزاری کنسرت از آثار شوهرش، او را که تا آن زمان آهنگساز سرشناسی نبود، به دنیا معرفی کرد و شومان را در جایگاه یکی از بزرگترین آهنگسازان آلمان قرار داد.

#### یوزف یواخیم
اولین ملاقات کلارا با یوزف یواخیم، در نوامبر ۱۸۴۴، به زمانی برمی‌گردد که کلارا ۱۴ سال داشت. یک سال بعد، کلارا دربارهٔ یواخیم که در کنسرت ۱۱ نوامبر ۱۸۵۴ او حضور داشت، در دفتر خاطراتش نوشت: «یواخیم کوچک خیلی دوست‌داشتنی بود، او کنسرتو ویولون جدیدی از فلیکس مندلسون نواخت، که می‌گفتند فوق‌العاده است». در ماه مه ۱۸۵۳، روبرت و کلارا با خبر شدند که یواخیم تکنوازی کنسرتو ویولن اثر بتهوون را اجرا خواهد کرد. کلارا پس از کنسرت نوشت: «با یک پایان، یک احساسِ عمیق شاعرانه، تمام روح او در هر نت، بسیار ایدئال، که من هیچ اجرایی مانند این نوازندهٔ ویولن تاکنون نشنیده‌ام، و به‌راستی می‌توانم بگویم که من هرگز از چنین نوازندهٔ چیره‌دستی، درکی غیر از ماندگاری ندارم». دوستیِ پایداری بین کلارا و یوزف برقرار شد و او در زمانی بیش از چهل سال فعالیت هنری، هرگز در کارهای بزرگ و کوچک وی را تنها نگذاشت و وفاداری خود را متزلزل نکرد.
کلارا در طول زندگی حرفه‌ای خود بیش از ۲۳۸ کنسرت با یواخیم در آلمان و انگلیس برگزار کرد. این دو به‌ویژه به‌خاطر اجرای سونات ویولن از بتهوون، مورد توجه قرار داشتند.

#### یوهانس برامس

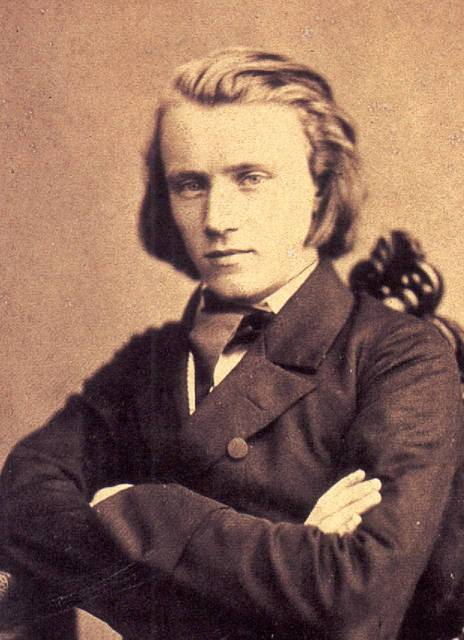
یوهانس برامس، دوست و عاشق کلارا، (۱۸۵۳)

در اوایل سال ۱۸۵۳، یوهانس برامس که جوانی ۲۰ ساله بود، با یواخیم دیدار کرد که تأثیر بسیار مطلوبی برای این دو موسیقی‌دان گذاشت. در این ملاقات، یواخیم حاملِ نامه‌ای بود که روبرت شومان برای برامس فرستاده بود. دریافت این نامه باعث شد تا برامس به دیدار شومان در دوسلدورف برود. برامس در این ملاقات برخی از آثارش را که برای پیانوی سولو نوشته بود، برای شومان اجرا کرد. شومان که تحت تأثیر هنرِ برامس قرار گرفته بود، مقاله‌ای منتشر کرد و از برامس با «ستایش بسیار» یاد کرد. کلارا نیز در دفتر خاطرات خود نوشت: «به‌نظر می‌رسید مستقیماً از طرف خدا فرستاده شده‌است».
در طی سال‌های آخرِ زندگی شومان، که در آسایشگاه بستری بود، برامس حضور پررنگی در خانوادهٔ او داشت. نامه‌های برامس به کلارا، بیانگر احساساتِ شدید او نسبت به وی است. روابط آنها در جایی بین دوستی و عشق تعبیر شده‌است. او همیشه برای کلارا به‌عنوان یک زن و یک نوازندهٔ با استعداد، احترام زیادی قایل بود.
برامس سمفونی شماره یک خود را قبل از اجرای عمومی برای کلارا با پیانو نواخت، کلارا ضمن قدردانی از کلِ سمفونی، عدم رضایت خود را از پایانِ موومان‌های سوم و چهارم ابراز داشت و توصیه‌هایی نیز برای بهبود موومان آداجیو به برامس کرد که او از صمیمِ قلب این پیشنهادها را پذیرفت. کلارا اولین کسی بود که بسیاری از آثار برامس را در کنسرت‌های عمومی اجرا کرد، از جمله قطعاتِ «واریاسیون روی یک تم از هندل» و یک قطعه برای پیانو سولو که در سال ۱۸۶۱، نوشته شده بود. برامس قصد ازدواج با کلارا داشت و از او خواستگاری کرد، اما کلارا که دارای هشت فرزند از شوهر درگذشتهٔ خود بود و ۱۴ سال بیشتر از برامس سن داشت، این پیشنهاد را نپذیرفت، ولی رابطهٔ شدیدِ احساسی و عشق افلاطونی آن‌ها تا زمان مرگ کلارا ادامه داشت.
«... او به‌عنوان یک دوست واقعی آمد تا تمام غم و اندوهم را با من شریک شود. او قلبم را که در حال شکستن بود، تقویت کرد … هنگامی که او این امکان را داشت تا روحیه‌ام را تقویت کند، افکارم را ارتقا بخشید و روشن کرد … به‌طور خلاصه، او دوست من به معنای واقعیِ کلمه بود … واقعاً باید بگویم که من، هرگز کسی را نداشته‌ام که این‌طور دوستش داشته باشم. این زیباترین درکِ متقابلِ دو روح است … این روحیهٔ انعطاف‌پذیر، قلبِ نجیب، ذوقِ خوب و استعدادِ اوست که من دوستش دارم …»— کلارا شومان

### زندگی خصوصی

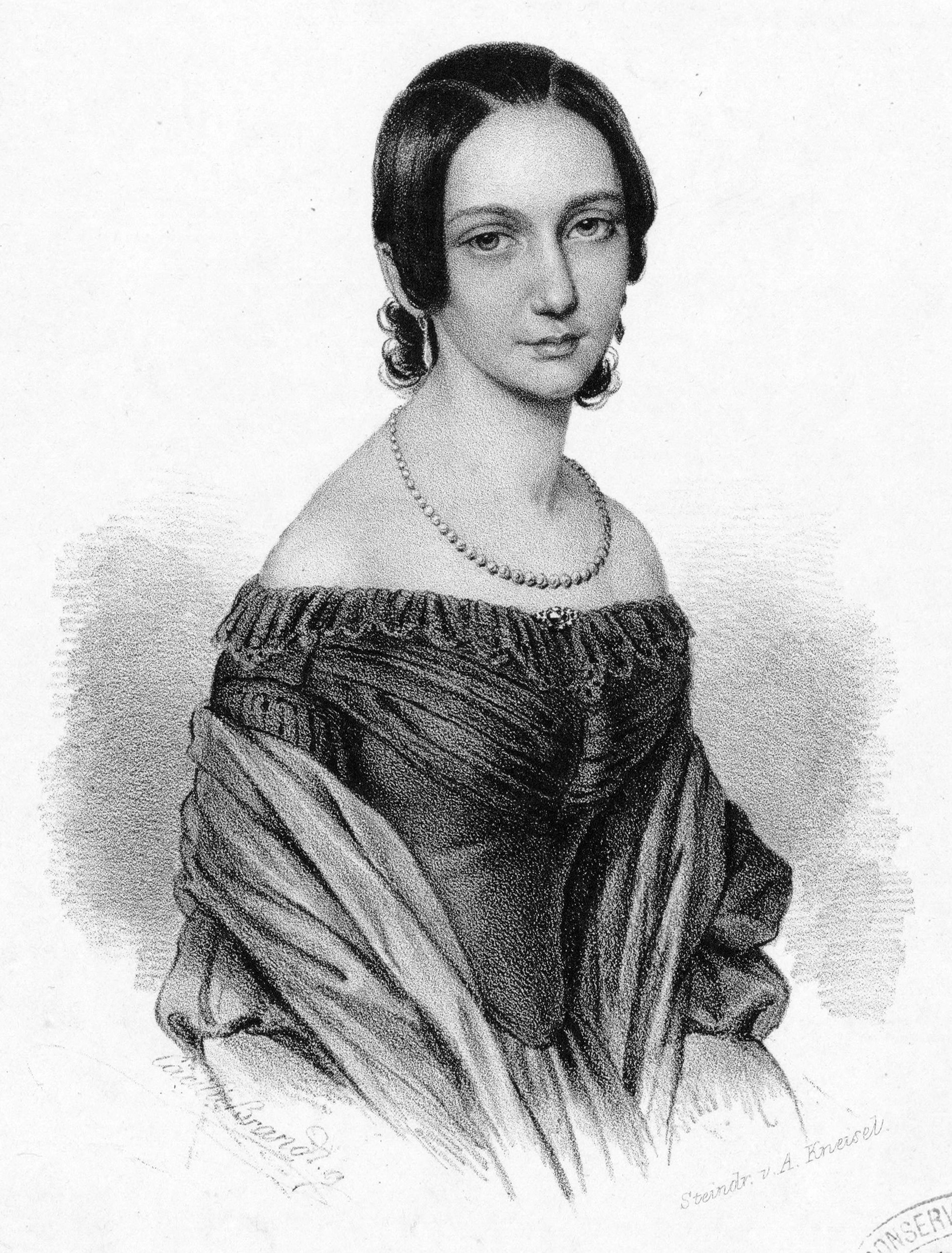
کلارا شومان، (۱۸۳۸)

کلارا در اولین روز ازدواج با روبرت، دفترچه خاطراتی از او دریافت کرد که قرار بود نشانگر زندگی خصوصی خانواده (به‌ویژه رابطهٔ زن و شوهری)، خواسته‌ها، موفقیت‌ها در هنر و تلاش آنها برای رشد در زمینهٔ موسیقی باشد. وی این دفترچه را پذیرفت و نوشته‌هایش در این دفتر نشان می‌دهد عشق او به شوهرش در ترکیب با دو نوع زندگی در یک زندگی هنری، چقدر وفادارانه است. گرچه این هدفِ مادام‌العمر، خطراتی به‌همراه داشت.
این زوج در زندگی خصوصی و شغل با هم شریک بودند. کلارا بسیاری از کارهای شومان را از آثار پیانویی سولو تا ارکسترال، تا کارهای پیانویی از خودش را پس از ازدواج، برای اولین بار اجرا کرد.
او اغلب مسئولیت امور مالی و خانه‌داری را به‌عهده داشت. بخشی از مسئولیت او کسب درآمد از طریق برگزاری کنسرت بود، اگرچه او در طول زندگی خود به نوازندگی ادامه داد، اما این کار فقط برای کسب درآمد نبود، بلکه به‌دلیل آموزش و طبیعتِ هنرمندیِ وی بود. با گذشت زمان، بارِ مسئولیت و فشار انجام وظایف در خانواده افزایش یافت و به‌عنوان همسرِ یک آهنگساز در راه شکوفایی، زمان محدودی برای کاوش‌های خود داشت.

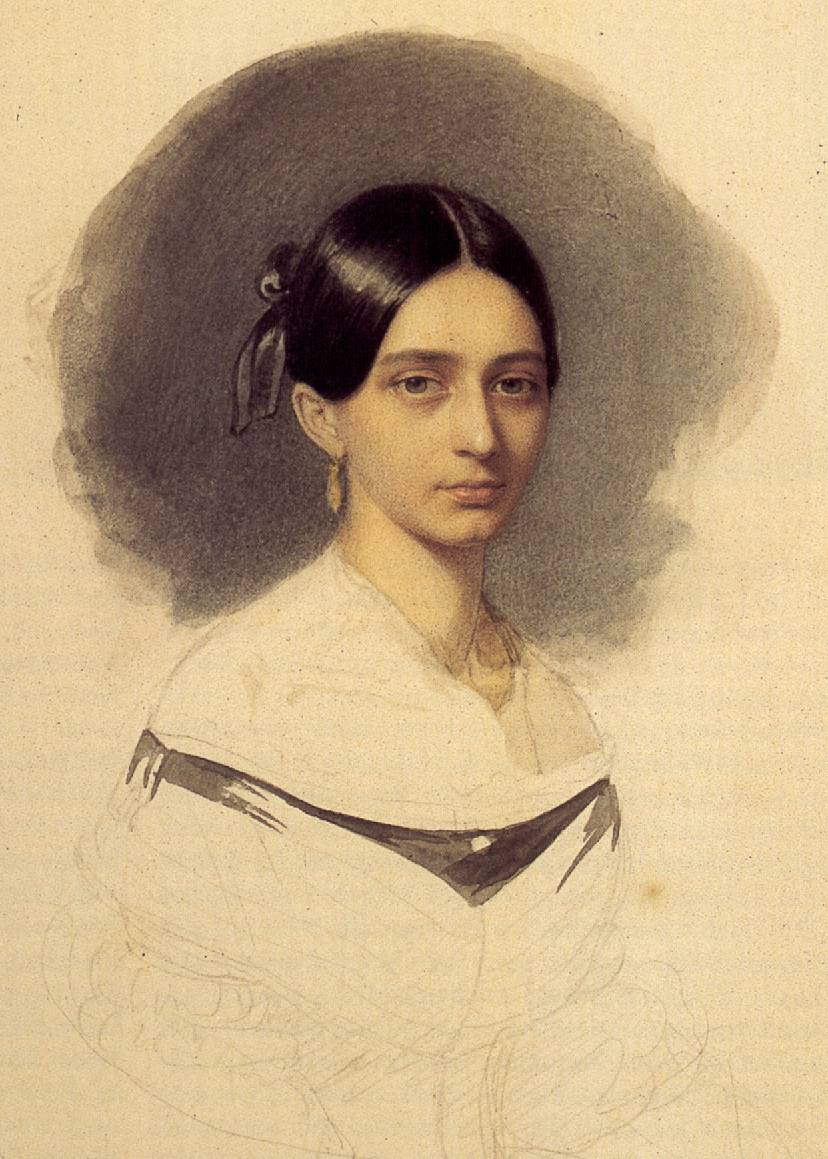
کلارا شومان، (۱۸۴۰)

کلارا پس از بستری‌شدن و درگذشت شوهرش، نان‌آور اصلی خانواده شد. او کنسرت برگزار می‌کرد و تدریس می‌کرد و بیشترِ کارها، تنظیم و برنامه‌ریزی برای تورهای کنسرت را خودش انجام می‌داد. وی به‌دلیل دوری از خانواده به‌مدت طولانی و هنگامی که به تورهای کنسرت می‌رفت، یک خدمتکار و یک آشپز برای نگهداری از خانواده استخدام کرد.∗
کلارا و روبرت شومان هشت فرزند داشتند که عبارتند از:
1. ماری[ژ] (۱۹۲۹–۱۸۲۹)
2. الیزه[س] (۱۹۲۸–۱۸۴۳)
3. جولی[ش] (۱۸۷۲–۱۸۴۵)
4. امیل[ص] (۱۸۴۷–۱۸۴۶)
5. لودویگ[ض] (۱۸۹۹–۱۸۴۸)
6. فردیناند[ط] (۱۸۹۱–۱۸۴۹)
7. اوژنی[ظ] (۱۹۳۸–۱۸۵۱)
8. فلیکس[ع] (۱۸۷۹–۱۸۵۴)

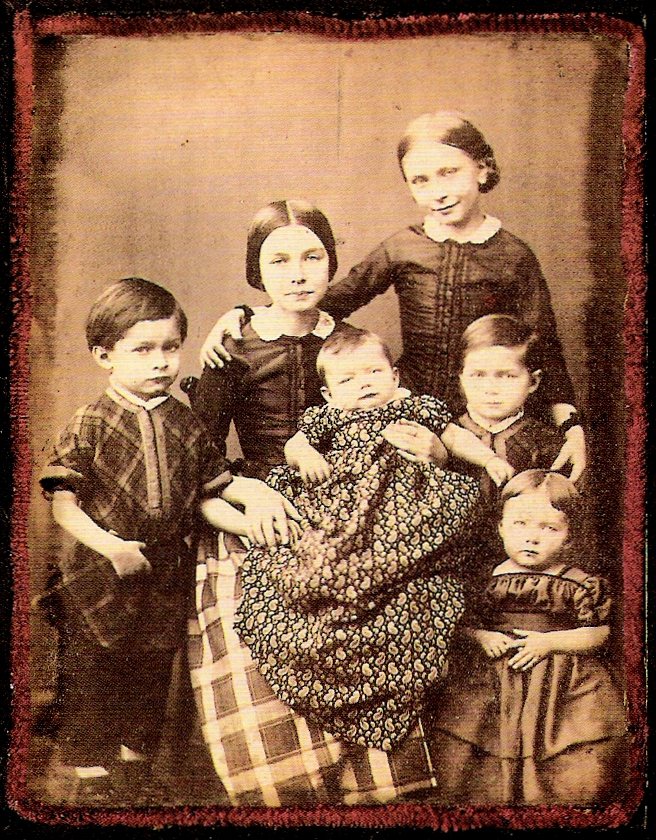
فرزندان کلارا و روبرت شومان، به ترتیب از چپ به راست: لودویگ، ماری، فلیکس، الیزه، فردیناند و اوژنی.

زندگی او با تراژدی، نقطه‌گذاری شد. شوهرش پس از یک فروپاشی ذهنی، برای همیشه در بیمارستان روانی بستری شد.∗ او نه تنها شوهرش را خیلی زود از دست داد، بلکه چهار فرزند دیگر وی نیز عمری کوتاه داشتند. پسر اول که امیل نام داشت در یک سالگی، و دخترش جولی در ۲۷ سالگی، درگذشتند. دو کودکش در ۲ و ۷ سالگی خانواده را ترک کردند و نزد مادربزرگشان پرورش یافتند. پسر دوم لودویگ، مانند پدرش از بیماری روحی رنج می‌برد و باعث شد سرانجام در یک آسایشگاه، به گفتهٔ کلارا، «زنده به گور شود». چرا که لودویگ بعداً ناشنوا شد و اغلب به صندلی چرخدار احتیاج داشت. در سال ۱۸۷۹، پسر آنها فلیکس در سن ۲۴ سالگی درگذشت. در سال ۱۸۹۱، پسر دیگرشان فردیناند، در سن ۴۱ سالگی درگذشت و ناگزیر، نگهداری از فرزندانش به عهدهٔ کلارا افتاد.
بزرگترین فرزندشان ماری، با پذیرش جایگاه آشپز خانگی در منزل، از مادرش بسیار حمایت و کمک کرد. ماری همچنین مادرش را از ادامهٔ سوزاندن نامه‌هایی که از برامس دریافت کرده بود و از او خواسته بود آنها را نابود کند، منصرف کرد. اوژنی دختر دیگر کلارا که هنگام فوت پدرش برای یادآوری او خیلی کوچک بود، کتابی با عنوان «خاطرات» نوشت که در سال ۱۹۲۵ منتشر شد، او در این کتاب، زندگی‌نامهٔ والدین خود و برامس را پوشش داده‌است.
کلارا در سال ۱۸۴۹، هنگام قیام ماه مه در درسدن، موفق شد تا فرزندان خود را از یک حادثهٔ خشونت‌بار نجات دهد. ماجرا بدین‌صورت بود که در عصرِ سوم ماه مه، روبرت و کلارا خبردار شدند که انقلابیون علیه پادشاه فردریک آگوستوس دوم به‌دلیل نپذیرفتن «قانون اساسی برای یک کنفدراسیون آلمان» وارد درسدن شده‌اند. بیشتر اعضای خانواده به محل «تیپ امنیتی محله» رفتند و پنهان شدند، در هفتم ماه مه، او با شجاعت به درسدن بازگشت تا سه فرزند خود را که با یک خدمتکار تنها مانده بودند، نجات دهد. وی هنگام بازگشت توانست از حملهٔ یک گروه مسلح، جان به‌در برده و سرانجام موفق شد با عبور از مناطق خطرناک، از شهر خارج شود.

### تورهای کنسرت

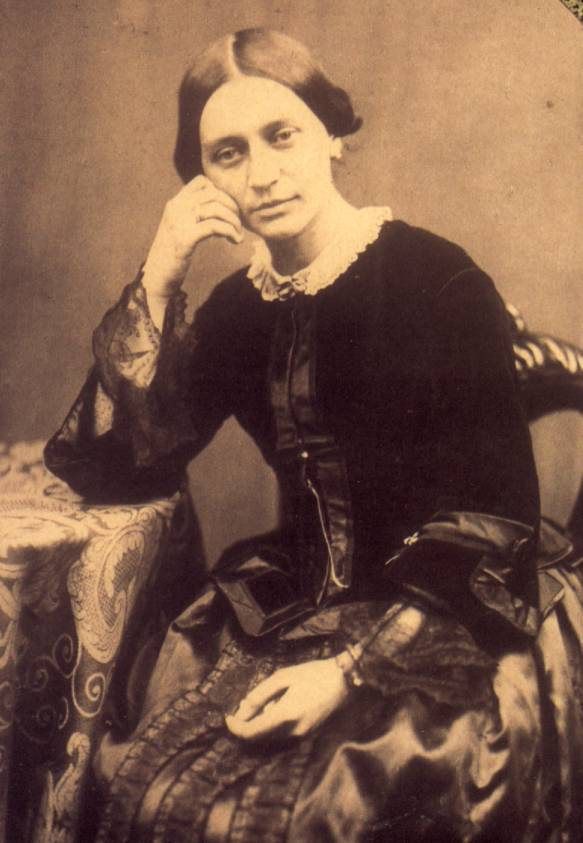
کلارا شومان، (۱۸۵۳)

کلارا شومان برای اولین بار در آوریل ۱۸۵۶، به انگلیس سفر کرد. در این زمان شوهر او زنده بود ولی قادر به سفر و همراهی با وی نبود. این دعوت از طرف ویلیام استرندیل بنت، رهبر ارکستر «انجمن فیلارمونیک لندن» و دوست صمیمی روبرت شومان، برای اجرای کنسرت انجام گرفته بود. کلارا از وقت کمی که برای تمرین با ارکستر برای او در نظر گرفته بودند، ناراضی بود. وی اشاره می‌کند: «اینجا فقط یک بار قطعه را اجرا می‌کنند (قبل از کنسرت اصلی) و اسم آن را تمرین می‌گذارند». او می‌گوید: «قبلاً هم شنیده بودم که در انگلیس، با هنرمندان مانند افراد فرومایه رفتار می‌شود». او سپس در ماه مه ۱۸۵۶، «کنسرتو پیانو در لا مینور» ساختهٔ شوهرش را با انجمن فیلارمونیک جدیدِ لندن به رهبری «دکتر ویلد» نواخت. او از عملکرد ویلد، در این کنسرت ناراضی بود و گفت: «در هنگام تمرین، وحشتناک رهبری می‌کرد» و «ریتم در موومان آخر را درک نمی‌کرد». با این حال کلارا پس از آن، باز هم به لندن برگشت و طی پانزده سال بعدی، به اجرای برنامه در انگلیس ادامه داد.

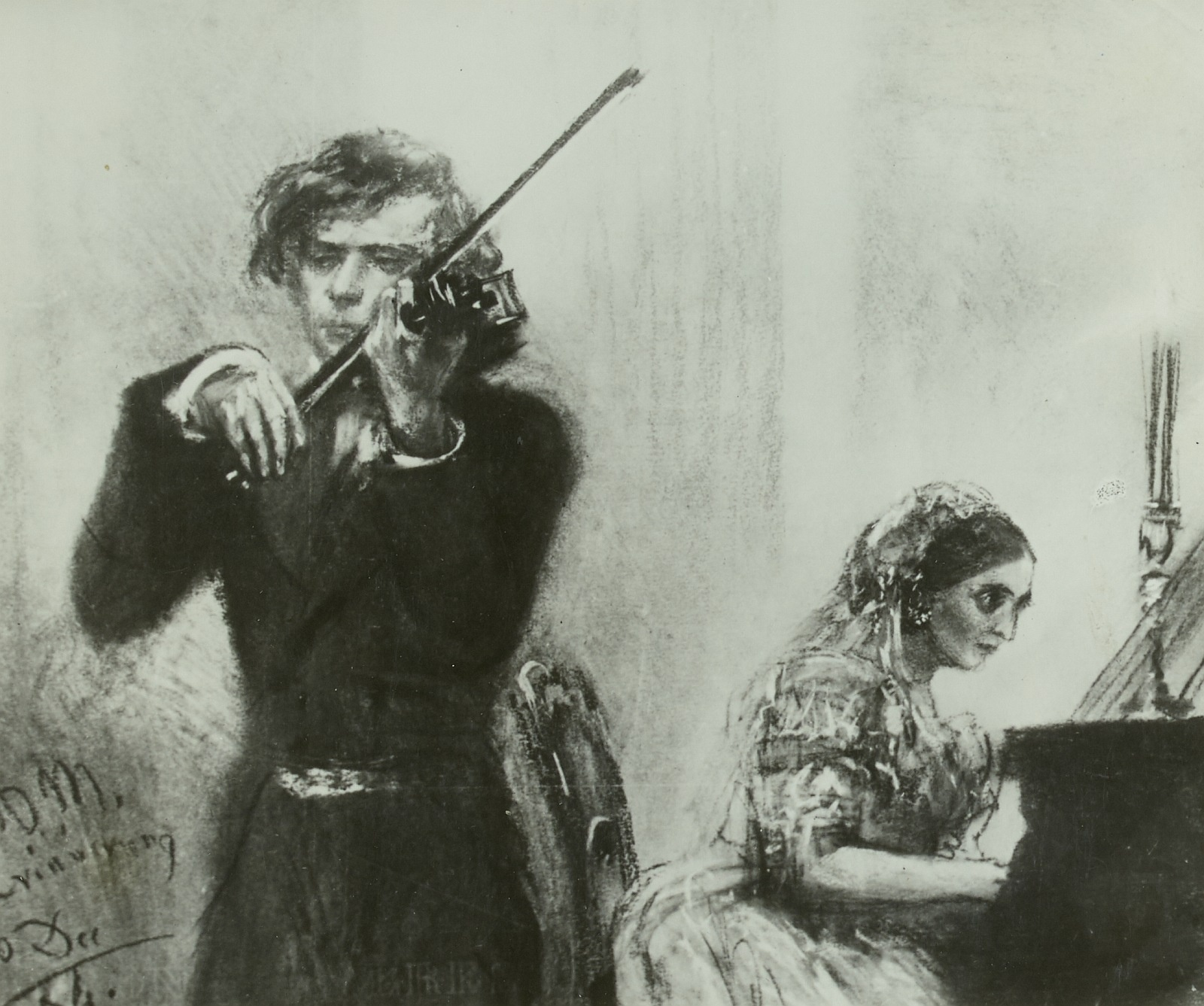
کلارا شومان و یوزف یواخیم، نقاشی از آدولف منتسل

از اکتبر تا نوامبر ۱۸۵۷، کلارا و یواخیم برای یک تور کنسرت ویژه، به شهرهای درسدن و لایپزیک رفتند. در سال ۱۸۵۸، تالار «خیابان جیمز» در لندن افتتاح شد و به‌همین منظور، میزبان مجموعه‌ای از «کنسرت‌های مردمی» با موسیقی مجلسی بود. برای همکاری با این پروژه، یوزف یواخیم که از سال ۱۸۶۶، سالانه به لندن می‌رفت، و کلارا نیز در لندن بود، به‌همین دلیل آنها در اجرای «کنسرت‌های مردمی»، به‌همراه کارلو آلفردو پیاتی (نوازنده ویلنسل)، شرکت کردند. از دیگر نوازندگان این ارکستر مجلسی، جوزف ریس (نوازندهٔ ویولن دوم و برادر فردیناند ریس) و جی بی زربینی (نوازندهٔ ویولا) بودند. جرج برنارد شاو، نمایشنامه‌نویس و منتقد موسیقی نوشت: «کنسرت‌های مردمی، به گسترش موسیقی، روشنگری و ذائقهٔ مردم انگلیس کمک زیادی کرد».
در ژانویهٔ ۱۸۶۷، شهرهای ادینبرا و گلاسگو (اسکاتلند)، میزبان تورهای کنسرتِ کلارا بودند. در این تور یواخیم، پیاتی، ریس و زربینی، کلارا را همراهی می‌کردند. دو خواهر با نام‌های لوئیزا و سوزانا پین که خواننده و از مدیران یک شرکت اپرا در انگلیس بودند، با کمک شخصی به‌نام ساندرز، سازماندهی و هماهنگی برای برگزاری این تور را انجام داده بودند. دختر بزرگ کلارا (ماری) که او را در این سفر همراهی می‌کرد، در نامه‌ای از منچستر به دوستش روزالی لِسِر، در بارهٔ کنسرت ادینبرا نوشت: «پیانیست (کلارا) با چنان تشویق‌های طوفانی روبرو شد که مجبور شد دوباره بنوازد، همین کار را برای یواخیم نیز انجام دادند، پیاتی هم خیلی دوست‌داشتنی است». ماری همچنین می‌نویسد: «برای سفرهای طولانی‌تر، ما یک سالن (ماشین) داشتیم که با نیمکت و صندلیِ راحتی مجهز شده بود … سفر … خیلی راحت بود». وی می‌افزاید این بار با موسیقی‌دانان «به‌عنوان فرومایه، برخورد نشد».

### سال‌های آخرین

#### کنسرت‌ها

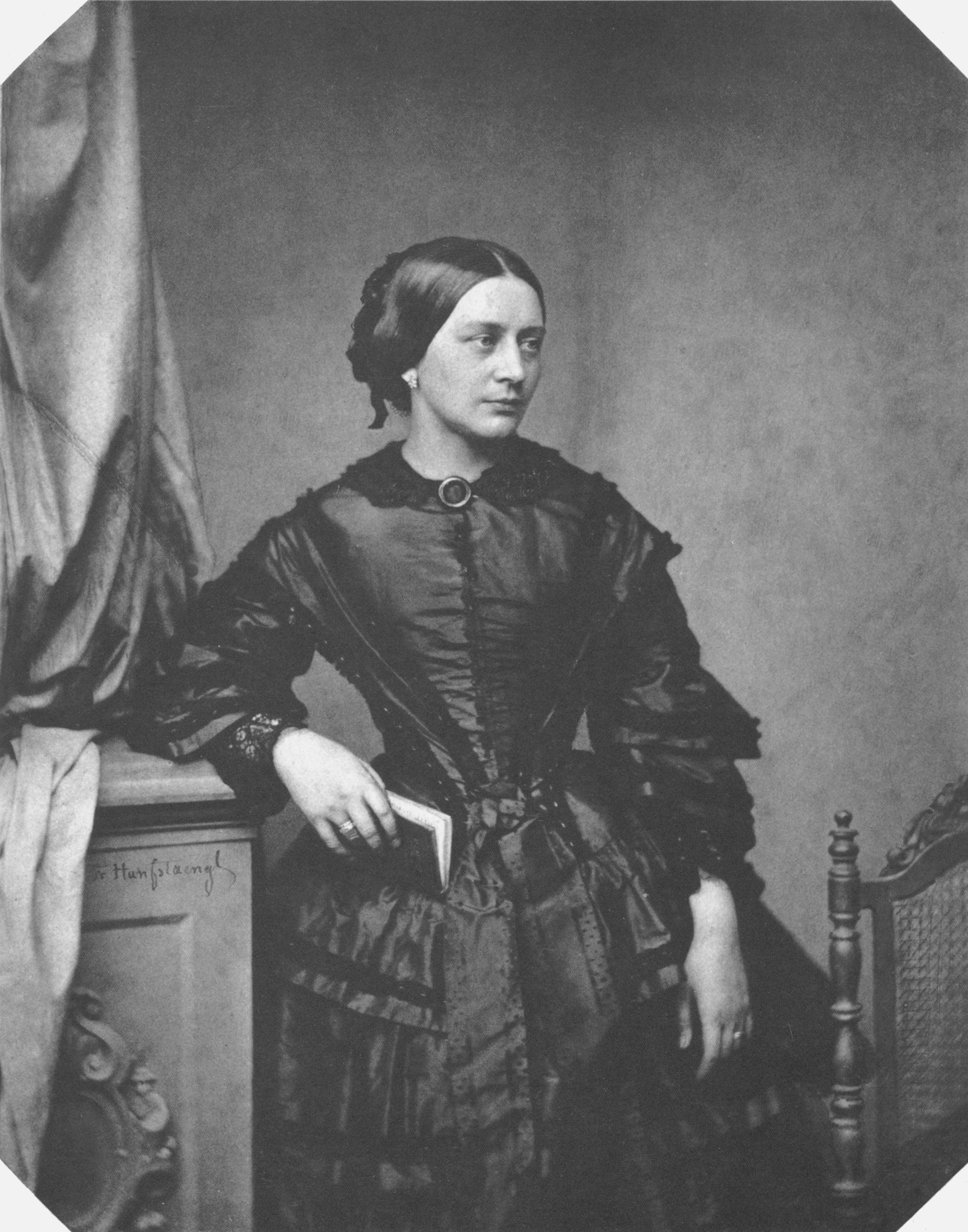
کلارا شومان (۱۸۵۷)

کلارا در دهه‌های ۱۸۷۰ و ۱۸۸۰، همچنان فعال بود و به کنسرت‌های خود ادامه داد. او در این سال‌ها به‌طور گسترده و منظم در سراسر آلمان برنامه اجرا کرد، اتریش، مجارستان، بلژیک، هلند و سوئیس نیز از دیگر گزینه‌های او برای برگزاری کنسرت بود (وی در سوئیس، اغلب نزد خانوادهٔ اشرافی و نجیب‌زادهٔ «فان در موهل» اقامت می‌کرد). او همچنین کنسرت‌های خود را در انگلستان گسترش داد که ۱۶ مورد از آنها را بین سالهای ۱۸۶۵ تا ۱۸۸۸ برگزار کرد و اغلب با همکاری یوزف یواخیم بود.
وی از ژانویهٔ ۱۸۷۴، تورهای کنسرت خود را که به‌طور معمول برگزار می‌کرد، به‌دلیل آسیب دیدگی بازویش، لغو کرد. کلارا در ماه ژوئیه با یک پزشک مشورت کرد و توصیه این بود که به ماساژدرمانی بپردازد و در روز فقط یک ساعت می‌تواند با پیانو تمرین کند. او تا مرحلهٔ بعدی کنسرت‌هایش که در مارس ۱۸۷۵ شروع می‌شد، بقیهٔ سال را به استراحت پرداخت. وی هنوز کاملاً بهبود نیافته بود که مجدداً در ماه مه خبر داد درد عصب در ناحیهٔ بازویش احساس می‌کند و قادر به نوشتن نیست. اما سرانجام در اکتبر ۱۸۷۵، بهبود یافت و تور کنسرت دیگری را در آلمان آغاز کرد.
کلارا علاوه بر رسیتال‌های پیانو، شرکت در ارکستر مجلسی و همراهی با خوانندگان، به اجراهای متعدد با ارکسترهای مختلف نیز ادامه داد. او در سال ۱۸۷۷، کنسرتو پیانو شماره ۵، اثر بتهوون را به رهبری ولدمار بارگیل (برادر ناتنیِ شوهرِ دوم مادرش)، در برلین اجرا کرد و موفقیت فوق‌العاده‌ای کسب کرد. در سال ۱۸۸۳، فانتزی کرال، اثر بتهوون را با ارکستر تازه تأسیسِ فیلارمونیک برلین اجرا کرد که با شور و ستایش فراوان روبرو شد، گرچه در این برنامه به‌خاطر افتادن از پله‌ها، اجرایش با درد ناشی از این حادثه همراه بود. وی سپس در همان سال دوباره به برلین بازگشت و با همین ارکستر، کنسرتو پیانو شماره ۴، اثر بتهوون (با کادانزاهای شخصیِ خودش)، به رهبری یوزف یواخیم را اجرا کرد.
او در سال ۱۸۸۵، دوباره به یواخیم پیوست و با رهبری وی، «کنسرتو پیانو در ر مینور»، اثر موتسارت را به اجرا گذاشت و کادانزاهای شخصیِ خودش را نواخت. روز بعد نیز کنسرتو پیانوی همسرش را به رهبری ولدمار بارگیل، اجرا کرد و گفت: «من فکر می‌کنم اجرای با نشاط‌تری از همیشه داشتم» او برای برامس نوشت: «آنچه که در این کنسرت مرا بیشتر خوشحال کرد، این بود که توانستم رهبری ارکستر را به ولدمار بدهم، او سال‌ها آرزوی چنین فرصتی را داشت».
وی آخرین کنسرت عمومی خود را در ۱۲ مارس ۱۸۹۱، در فرانکفورت اجرا کرد. آخرین کار او اجرای «واریاسیون روی یک تم از هایدن» ساختهٔ برامس، از روی نسخهٔ «برای دو پیانو» بود که با همکاری جیمز کوست، نواخته شد.

#### تدریس

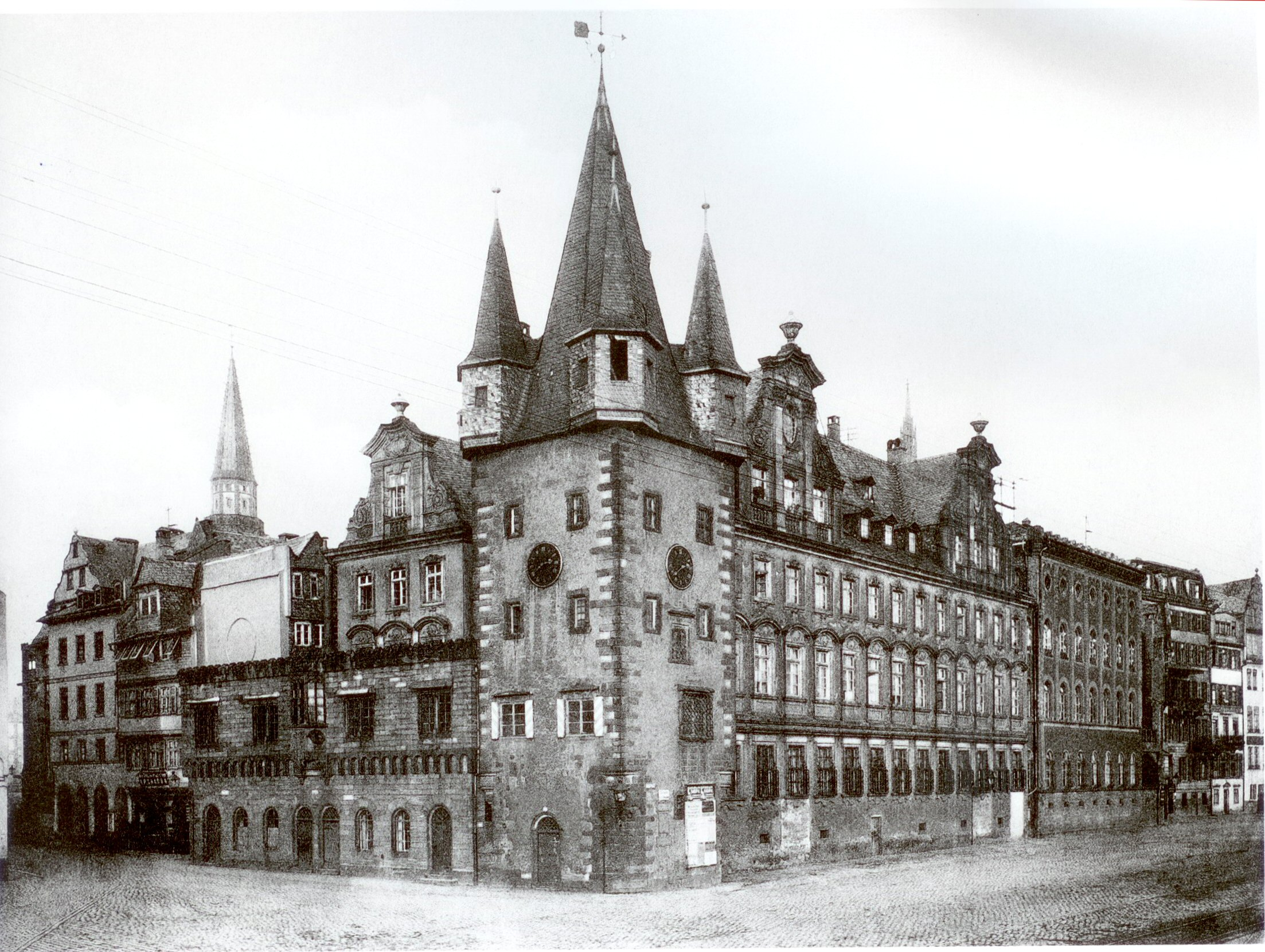
نمای بیرونی اولین ساختمان کنسرواتوار دکتر هوخ، محل کار کلارا شومان.

در سال ۱۸۷۸، کلارا به‌عنوان اولین معلم پیانو در «کنسرواتوار جدیدِ دکتر هوخ»، در فرانکفورت منصوب شد. او فرانکفورت را از میان پیشنهادهای دیگری مانند اشتوتگارت، هانوفر و برلین انتخاب کرده بود، زیرا مدیر این کنسرواتوار، یواخیم راف، تمام شرایط او را برای تدریس در این مجتمع پذیرفته بود. کلارا نمی‌توانست بیش از یک تا دو ساعت در روز تدریس کند و می‌خواست آزاد باشد تا در خانه هم بتواند درس بدهد، همچنین وی خواهان چهار ماه مرخصی در سال، برای برگزاری تورهای کوتاه‌مدتِ زمستانی و داشتن دو دستیار، ترجیحاً دخترانش (ماری و اوژنی) بود.
او تنها زنِ مدرس در دانشکده بود. شهرت وی باعث شد تا دانشجویانِ خارج از کشور، از جمله انگلیس و ایالات متحده را به خود جلب کند. او فقط هنرجویان در سطح پیشرفته (عمدتاً زنان جوان) را آموزش می‌داد و آموزش افراد مبتدی را به دخترانش واگذار کرده بود. از میان ۶۸ شاگرد شناخته شدهٔ وی که فعالیت حرفه‌ای داشتند، می‌توان از افرادی مانند: ناتالیا جانوتا، فانی دیویس، نانت فالک، آمینا گودوین، کارل فریدبرگ، لئونارد بورویک، ایلونا ایبنشوتس، آدلینا دو لارا، ماری اولسون و ماری ورم، نام برد. در سال ۱۸۷۸، «کنسرواتوار دکتر هوخ» بزرگداشتی برای کلارا به‌خاطر «۵۰ سال حضور در صحنه» برگزار کرد و ۱۰ سال بعد نیز به‌مناسبت «۶۰ سال فعالیت حرفه‌ای»، از وی تقدیر کردند و برنامه‌هایی نیز به‌همین مناسبت برگزار شد. کلارا تا سال ۱۸۹۲، پُستِ تدریس را به‌عهده داشت و به پیشرفت در تکنیک نوازندگیِ پیانو، کمک زیادی به هنرجویان کرد.

### مرگ
کلارا روز ۲۶ مارس ۱۸۹۶، دچار سکته مغزی شد و در ۲۰ مه، در سن ۷۶ سالگی درگذشت. پیکر وی بنا برخواستهٔ خودش در گورستان تاریخی «آلتر فریدهوف»، در بن و در کنار همسرش به خاک سپرده شد.

## موسیقی

### نوازندگی
کلارا شومان در طولِ زندگی خود، مشهورترین پیانیست بین‌المللی در کنسرت‌ها بود. بین سال‌های ۱۸۳۱ تا ۱۸۸۹، بیش از ۱۳۰۰ برنامهٔ کنسرت از اجراهای وی در سراسر اروپا به ثبت رسیده‌است. او همچنین حامی و پشتیبانِ آثار آهنگسازانی نظیر یوهان برامس، فردریک شوپن و فلیکس مندلسون بود.

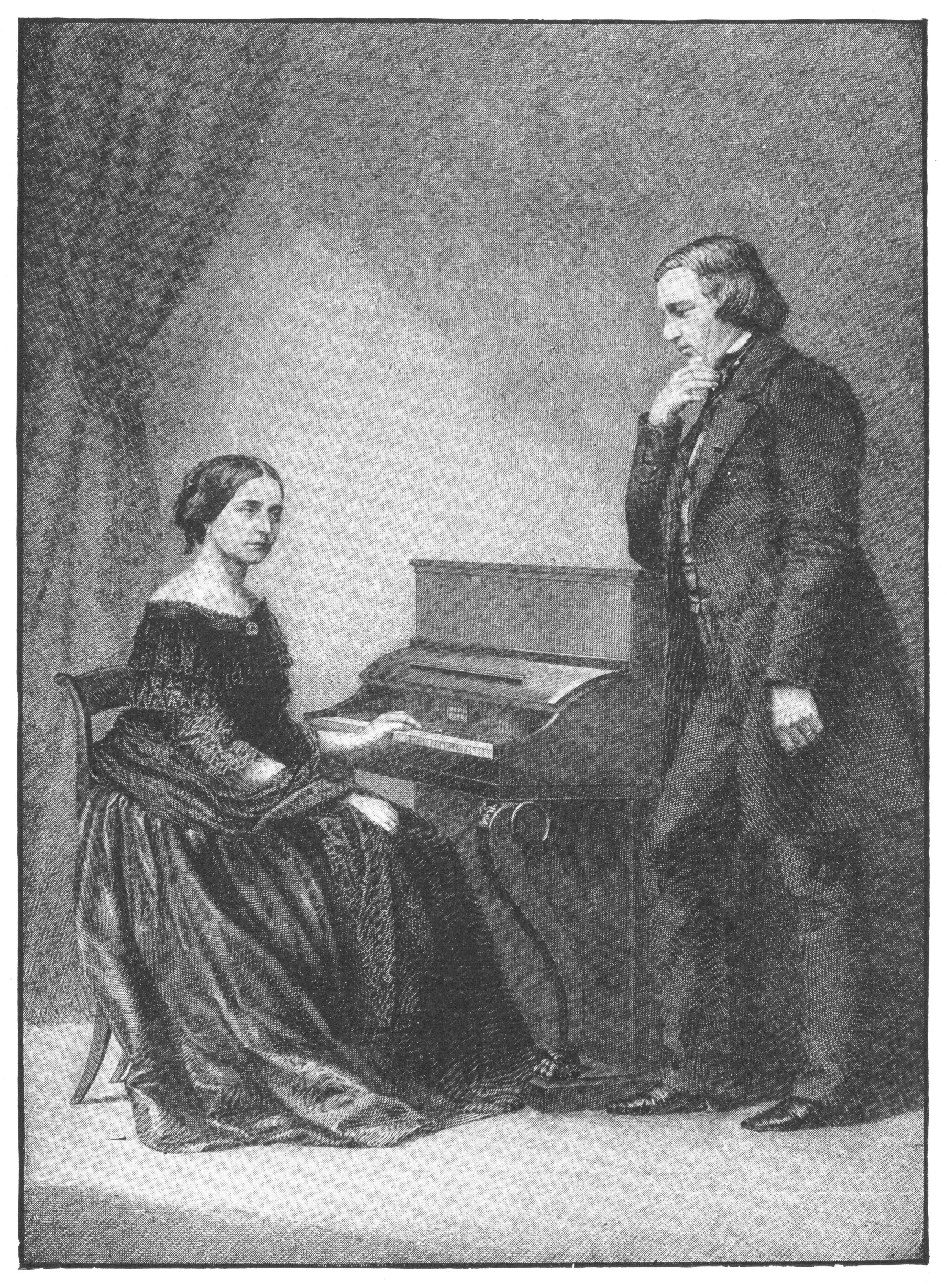
کلارا و روبرت شومان

همچنین کلارا و شوهرش از ستایشگران شوپن بودند؛ به‌خصوص وقتی که واریاسیون‌های شوپن را اجرا می‌کردند، کلارا ۱۴ ساله و روبرت ۲۳ ساله بود که برای او نوشت:
من فردا ساعت یازده، قطعهٔ آداجیو از واریاسیون‌های شوپن را خواهم نواخت و در این اجرا بسیار مشتاقانه فقط به شما فکر می‌کنم. اکنون تقاضای من این است که شما نیز همین کار را انجام دهید تا بتوانیم با روح، یکدیگر را ببینیم و ملاقات کنیم.
رپرتوارهای کلارا در سال‌های ابتدایی کنسرت‌هایش را پدرش انتخاب می‌کرد. این اجراها به سبک معمول آن زمان بود و با آثاری از فریدریش کالکبرنر، آدولف فان هنسلت، زیگیسموند تالبرگ، هنری هرتس، یوهان پیتر پیکسیس، کارل چرنی و ساخته‌های خودش همراه بود. او سپس به اجرای کارهای آهنگسازان باروک مانند دومنیکو اسکارلاتی و یوهان سباستیان باخ روی آورد، اما نگاه ویژهٔ کلارا به آهنگسازان موسیقی معاصرِ آن زمان مانند: شوپن، مندلسون و همسرش بود تا آثارشان را اجرا کند، چرا که موسیقی آنها تا دههٔ ۱۸۵۰، هنوز به محبوبیت قابل قبولی نرسیده بودند.
در سال ۱۸۳۵، وی کنسرتوی پیانو خود را در لا مینور با ارکستر گواندهاوس به رهبری مندلسون اجرا کرد. در ۴ دسامبر ۱۸۴۵، کنسرتو پیانو اثر شومان را در درسدن به نمایش گذاشت. وی به دنبال توصیهٔ برامس، «کنسرتوی پیانو موتسارت در دو مینور» را در دربار هانوفر و لایپزیگ اجرا کرد. شلوغ‌ترین سال‌های کلارا به‌عنوان اجراکننده، بین سالهای ۱۸۵۶ تا ۱۸۷۳، پس از مرگ شوهرش بود. در این دوره او در مقام یک پیانیستِ کنسرت، موفقیت‌هایی را در کشور انگلیس کسب کرد. اجرای کنسرتوی پیانو بتهوون در سال ۱۸۶۵، با تشویق بسیار زیادی روبرو شد. او به‌عنوان نوازندهٔ ارکستر مجلسی، اغلب با یوزف یواخیم (نوازندهٔ ویولون و رهبر ارکستر)، کنسرت برگزار می‌کرد و در فعالیت‌های دیگرش نیز اغلب آوازِ خوانندگان را با پیانو همراهی می‌کرد.

### آهنگسازی

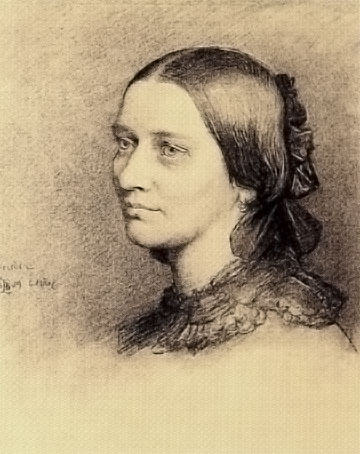
کلارا شومان (۱۸۵۹)

آموزش‌های گسترده‌ای که کلارا نزد پدرش آموخته بود، رشتهٔ آهنگسازی را نیز در بر می‌گرفت. او از کودکی تا میانسالی آثار خوبی خلق کرد. کلارا در جایی می‌نویسد: «آهنگسازی لذت زیادی به من می‌بخشد … هیچ چیز فراتر از لذتِ خلقت نیست، فقط به این دلیل که وقتی انسان در دنیایی از صدا زندگی می‌کند ساعت‌ها خودفراموشی بدست می‌آورد». اولین اثر او «چهار پولونز برای پیانو، اپوس ۱»، بود که در سال ۱۸۳۱ ساخته شد و «۴ قطعهٔ خاص، اپوس ۵» (۱۸۳۶)، این آثار همهٔ قطعات وی برای رسیتال‌هایش بودند. او کنسرتوی پیانو خود را در سن ۱۴ سالگی با کمک همسر آیندهٔ خود، روبرت شومان نوشت و برای دومین کنسرتوی پیانو برنامه‌ریزی کرد که ناتمام ماند، و از سال ۱۸۴۷، فقط یک کنسرتو (در فا مینور) از وی به‌جا مانده‌است.
کلارا پس از ازدواج به ساخت کارهای آوازی و ترانه روی آورد. این زوج در سال ۱۸۴۱، اثری به‌نام بهار عشق اپوس ۱۲ و ۳۷، با شعری ترجیع‌بند از فریدریش روکرت، ساختند که حاصل همکاری مشترک بین آنها بود. از آثار موسیقی مجلسی کلارا می‌توان به «تریو پیانو در سل مینور، اپوس ۱۷»، (۱۸۴۶) اشاره کرد. وی همچنین قطعهٔ «۳ رمانس برای ویولون و پیانو»، اپوس ۲۲، که از روز تولد شوهرش الهام گرفته بود، آهنگسازی کرد و به یوزف یواخیم اهدا کرد. وی این قطعات را در حضور پادشاه گئورگ پنجم اجرا کرد که وی پس از شنیدن این آثار، آنها را «یک لذت شگفت‌انگیز و آسمانی»، توصیف کرد.

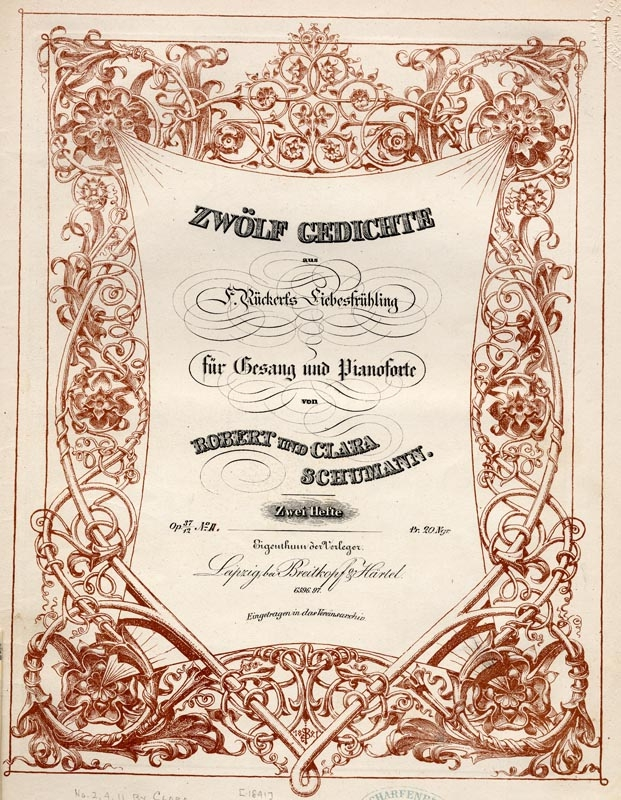
صفحهٔ اول قطعات بهار عشق، اثر مشترک کلارا و روبرت شومان.

با افزایش سن، کلارا درگیر مسئولیت‌های دیگر در زندگیِ خانوادگی شد و آهنگسازی به‌طور منظم برای او دشوار شد؛ چنان‌که در جایی نوشت: «من یک بار اعتقاد داشتم که از استعداد و خلاقیت برخوردار هستم، اما این ایده را کنار گذاشته‌ام، یک زن نباید تمایلی به آهنگسازی داشته باشد، هنوز هیچ‌کس قادر به انجام آن نبوده‌است، آیا باید انتظار داشته باشم که تنها آهنگسازِ زن، من باشم؟». شوهر او ضمن ابراز نگرانی از تأثیر زندگی خصوصی وی بر کار هنری، می‌نویسد:
کلارا مجموعه‌ای از قطعات کوچک را ساخته‌است، که زیرکی و لطافت آهنگسازی او را نشان می‌دهد، چیزی که قبلاً هرگز به آن نرسیده بود. اما بچه‌دار شدن زنی که همیشه در قلمرو تخیل زندگی می‌کند، با آهنگسازی همراه نیست. او نمی‌تواند به‌طور منظم در این زمینه کار کند و من اغلب آشفته می‌شوم و فکر می‌کنم چه ایده‌های عمیق و ژرفی از بین رفته‌است، زیرا او نمی‌تواند آنها را عملی کند.
او از ۱۱ سالگی، هر سال بین یک تا هشت آهنگ می‌ساخت، تا اینکه فعالیت آهنگسازی وی در سال ۱۸۴۸ متوقف شد و فقط در آن سال برای تولد همسرش، یک قطعهٔ کرال ساخت و دومین کنسرتو پیانوی خود را ناتمام گذاشت. این دو اثر گرچه با شماره اپوس‌های ۱۸ و ۱۹ ثبت شد، اما هرگز منتشر نشد. با این حال، پنج سال بعد (۱۸۵۳)، هنگامی که در ۳۴ سالگی با برامس ملاقات کرد، دوباره مشغول ساخت موسیقی شد و در آن سال، ۱۶ قطعه آهنگسازی کرد که عبارتند از: ساخت یکی از قسمت‌های آلبوم برگ (یک مجموعه از واریاسیون‌ها برای پیانو)، اثر شومان که قطعهٔ کلارا در این مجموعه اپوس ۹۹، شماره ۴، نام دارد. سپس هشت رمانس برای پیانوی تنها، همچنین پیانو و ویولن ساخت. در ادامه، او هفت ترانه تصنیف کرد که این کارها یک سال بعد و پس از بستری‌شدن شوهرش در بیمارستان روانی، تحت اپوس‌های ۲۰ تا ۲۳، منتشر شد.
کلارا در ادامهٔ ۴۳ سال زندگیِ آیندهٔ خود، فقط به بازنویسی کارهای پیانویی همسرش و برامس پرداخت، از جمله بازنویسی ۴۱ اثر از ترانه‌های رابرت شومان (به سفارش یک ناشر در سال ۱۸۷۲) و یک دوئت کوتاه پیانو که به‌مناسبت «سالگرد ازدواج یک دوست»، در سال ۱۸۷۹ ساخته شده بود. او در سال آخر زندگی خود چندین طرح با نام «پرلود برای پیانو» که برای دانشجویان پیانو طراحی شده بود و همچنین برخی کادانزاهای منتشر شده برای اجرای کنسرتو پیانوهای بتهوون و موتسارت، از خود برجای گذاشت.
بسیاری از آثار کلارا شومان هرگز توسط شخص یا ناشر دیگری پخش نشده‌است و بیشتر فراموش شده بود، تا اینکه از دهه ۱۹۷۰، علاقه به آثار او مجدداً احیا شد و امروزه ساخته‌های او به‌طور فزاینده‌ای اجرا و ضبط می‌شوند.

### آثار
فهرست آثاری که تاکنون از کلارا شومان شناسایی و ثبت شده‌است:
| اپوس | نام قطعه | تاریخ   |
| ---- | --- | ------- |
| ۱    | ۴ پولونز برای پیانو | ۱۸۲۸–۳۰ |
| ۲    | ۹ کاپریس در فرم والس برای پیانو | ۱۸۳۱–۳۳ |
| ۳    | واریاسیون عاشقانه برای پیانو | ۱۸۳۱–۳۳ |
| ۴    | والس‌های رمانتیک برای پیانو | ۱۸۳۳–۳۵ |
| ۵    | ۴ قطعهٔ خاص برای پیانو | ۱۸۳۵–۳۶ |
| ۶    | مهمانی‌های شبانه برای پیانو (۶ قطعه) | ۱۸۳۵–۳۶ |
| ۷    | کنسرتو پیانو شماره ۱، در لا مینور (سه موومان) | ۱۸۳۵–۳۶ |
| ۸    | واریاسیون‌های کنسرت برای پیانو | ۱۸۳۴–۳۷ |
| ۹    | سوغاتی از وین برای پیانو، در سل مینور | ۱۸۳۷–۳۸ |
| ۱۰   | اسکرتسو شماره ۱ برای پیانو، در ر مینور | ۱۸۳۸–۳۹ |
| ۱۱   | ۳ رمانس برای پیانو (در می بمل مینور، سل مینور و لا بمل ماژور)                                                                                      | ۱۸۳۹    |
| ۱۲   | ۳ ترانه - شماره ۲: او در طوفان و باران آمد - شماره ۴: آیا شما عاشق زیبایی هستید؟ - شماره ۱۱: چرا می‌خواهید از دیگران بپرسید؟                        | ۱۸۴۱    |
| ۱۳   | ۶ ترانه 1. در رویاهای تاریک ایستاده‌ام 2. هر دو همدیگر را دوست داشتند 3. طلسم عشق 4. ماه بی سر و صدا می‌رود 5. من درون چشم شما هستم 6. گل نیلوفر آبی | ۱۸۴۲–۴۳ |
| ۱۴   | اسکرتسو شماره ۲، در دو مینور | ۱۸۴۵    |

| اپوس   | نام قطعه | تاریخ   |
| ------ | --- | ------- |
| ۱۵     | ۴ قطعهٔ فوگ برای پیانو (در فا مینور، لا مینور، ر ماژور و سل ماژور) | ۱۸۴۵    |
| ۱۶     | ۳ پرلود و فوگ برای پیانو (در سل مینور، سی بمل ماژور و ر مینور) | ۱۸۴۵    |
| ۱۷     | تریو پیانو در سل مینور | ۱۸۴۶    |
| ۱۸     | کنسرتو پیانو شماره ۲، در فا مینور (ناتمام) | ۱۸۴۷    |
| ۱۹     | ترکیب سه گروه کر (بخش ترانه‌ها) 1. مهمانی شبانه در ونیز 2. به پیش 3. گوندولیرا | ۱۸۴۸    |
| ۲۰     | واریاسیون روی یک تم از شومان | ۱۸۵۳–۵۴ |
| ۲۱     | ۳ رمانس برای پیانو (در لا مینور، فا ماژور و سل مینور) | ۱۸۵۳–۵۵ |
| ۲۲     | ۳ رمانس برای ویولن و پیانو (در لا مینور، فا ماژور و سل مینور) | ۱۸۵۳–۵۵ |
| ۲۳     | ۶ ترانه روی اشعار فریدریش روکرت 1. چرا گریه می‌کنی گلِ کوچک 2. در یک صبح روشن 3. زمزمه‌های پنهان، اینجا و آنجا 4. روی تپه‌ای سرسبز 5. این یک روزی است که ممکن است صدایی برسد 6. ای هوس، ای هوس | ۱۸۵۳–۵۵ |
|        | |         |
| کادنزا | |         |
| ۵۸     | کنسرتو پیانو شماره ۴، در سل ماژور، اثر بتهوون | ۱۸۴۶    |
| ۳۷     | کنسرتو پیانو شماره ۳، در دو مینور، اثر بتهوون | ۱۸۶۸    |
| -      | کنسرتو پیانو شماره ۲۰، در ر مینور، (K.466)، اثر موتسارت | ۱۸۹۱    |

### ویرایشگر
کلارا ویرایشگر معتبری بود و با کمک برامس و دیگران، آثار شوهرش را بازنویسی و توسط انتشارات برایتکپف و هرتل، به چاپ رساند. وی همچنین ۲۰ سونات از ساخته‌های دومنیکو اسکارلاتی، نامه‌های جوانان، اثر شوهرش (۱۸۸۵) و یک کتاب از خودش با نام «انگشت‌گذاری در پیانو و دستورالعمل‌ها» (۱۸۸۶)، ویرایش و منتشر کرد.

### جنگ رمانتیک‌ها

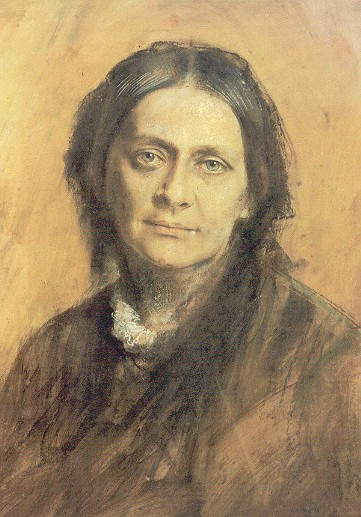
کلارا شومان، (نقاشی ۱۸۷۸)

قرن نوردهم، زمانی بود که آزادی و بیانِ فردی اهمیت بیشتری پیدا کرد و گسترش یافت، از این رو مانند هر دورهٔ گذار، سبک کلاسیک نیز دچار استحاله شد و به جای آن موسیقی رومانتیک رشد کرد و این دگرگونی منجر به ایجاد تناقض و شیوه‌های متضادی از فرم‌های آهنگسازی گردید. با آنکه در این دوره آهنگسازان برجسته‌ای فعالیت داشتند، اما سبکی که همهٔ آنها را تحت تأثیر یک شیوه و فرم مانند دورهٔ کلاسیک قرار دهد، به‌وجود نیامد. بنابر این، گروهی از آهنگسازان این دوره به سلیقهٔ شخصی خود به آهنگسازی پرداختند و فرم‌های مرسوم دورهٔ کلاسیک را نادیده گرفتند و گروهی دیگر همچنان بر رعایت اصول و قواعد دورهٔ کلاسیک اصرار داشتند و بدین ترتیب به دو گروه «محافظه‌کاران سنتی» و «رادیکال‌های ترقی‌خواه» تقسیم شدند.
در اوایل دهه ۱۸۴۰، کلارا و شوهرش روبرت شومان، به کارهای فرانتس لیست و دوستان آهنگساز جوانِ وی علاقه‌مند بودند که در نهایت به‌عنوان «مکتب جدید آلمانی» شناخته شد، اما در نیمهٔ دوم این دهه، هر دو آشکارا با افکار جدیدِ لیست، به‌دلیل دیدگاه و عقاید محافظه‌کارانه‌ای که در موسیقی داشتند، مخالفت کردند. در این میان، کلارا بیشتر از روبرت مخالفت می‌کرد، زیرا او مدتی پس از ازدواج با شومان، محافظه‌کارتر نیز شده بود. در اواسط دهه ۱۸۵۰، و پس از مرگ شومان، کلارا با کمک برامسِ جوان که به او پیوسته بود و همراهیِ یوزف یواخیم، برای ترویج آرمان‌های خود و آنچه حمله به عقاید همسرش می‌دید، محافظت کرد. سپس وی گروهی از نوازندگان همفکر با خود را تشکیل داد، تا از اهدافِ روبرت شومان در حفظِ میراث گذشته و احترام به موسیقی که قلهٔ آن بتهوون بود، دفاع کنند.
در طرف مخالفِ «جنگ رمانتیک‌ها»، گروهی از ترقی‌خواهان رادیکالِ موسیقی (بیشتر آنها از شهر وایمار) به رهبری لیست و ریشارد واگنر، مایل بودند که دیگر در زیر سایهٔ سبک موسیقی بتهوون زندگی نکنند، بلکه از فرم‌ها و اندیشه‌های قدیمی موسیقی عبور کرده و به‌جای آن، موسیقی برای آینده بسازند و به‌وسیلهٔ «مکتب وایمار»، موسیقی برنامه‌ای را ترویج می‌کردند. این در حالی بود که کلارا، روبرت شومان و برامس متعلق به «مکتب لایپزیک/برلین»، موضع‌گیری سخت‌گیرانه‌ای در مقابل آنها داشتند و فقط از موسیقی مطلق، به‌شدت دفاع می‌کردند، اصطلاحی که مورد تمسخر ریشارد واگنر قرار گرفت.
یکی دیگر از مشکلات کلارا با لیست، ناشی از اختلاف فلسفی در عملکرد و اجراهای وی بود. کلارا معتقد بود که این هنرمند هنگام اجرا از طریق حرکات فیزیکی و احساسی، موسیقی را برای مخاطب تفسیر می‌کند. لیست با حرکاتی مانند بازکردن دست‌ها، تکان دادن سر به پایین و جمع‌کردن لب‌ها مخاطب را تحت تأثیر قرار می‌داد. این حرکات که «تبِ لیست» نام گرفته بود، الهام‌بخش موسیقی‌دانان در سراسر اروپا شد که بیش از یک قرن بعد، با زنان طرفدار بیتلز مقایسه شده‌است. در مقابل، کلارا بر این باور بود که شخصیتِ نوازنده و موسیقی‌دان هنگام اجرا باید پنهان شود تا دیدگاه آهنگساز برای شنوندگان کاملاً مشهود باشد.

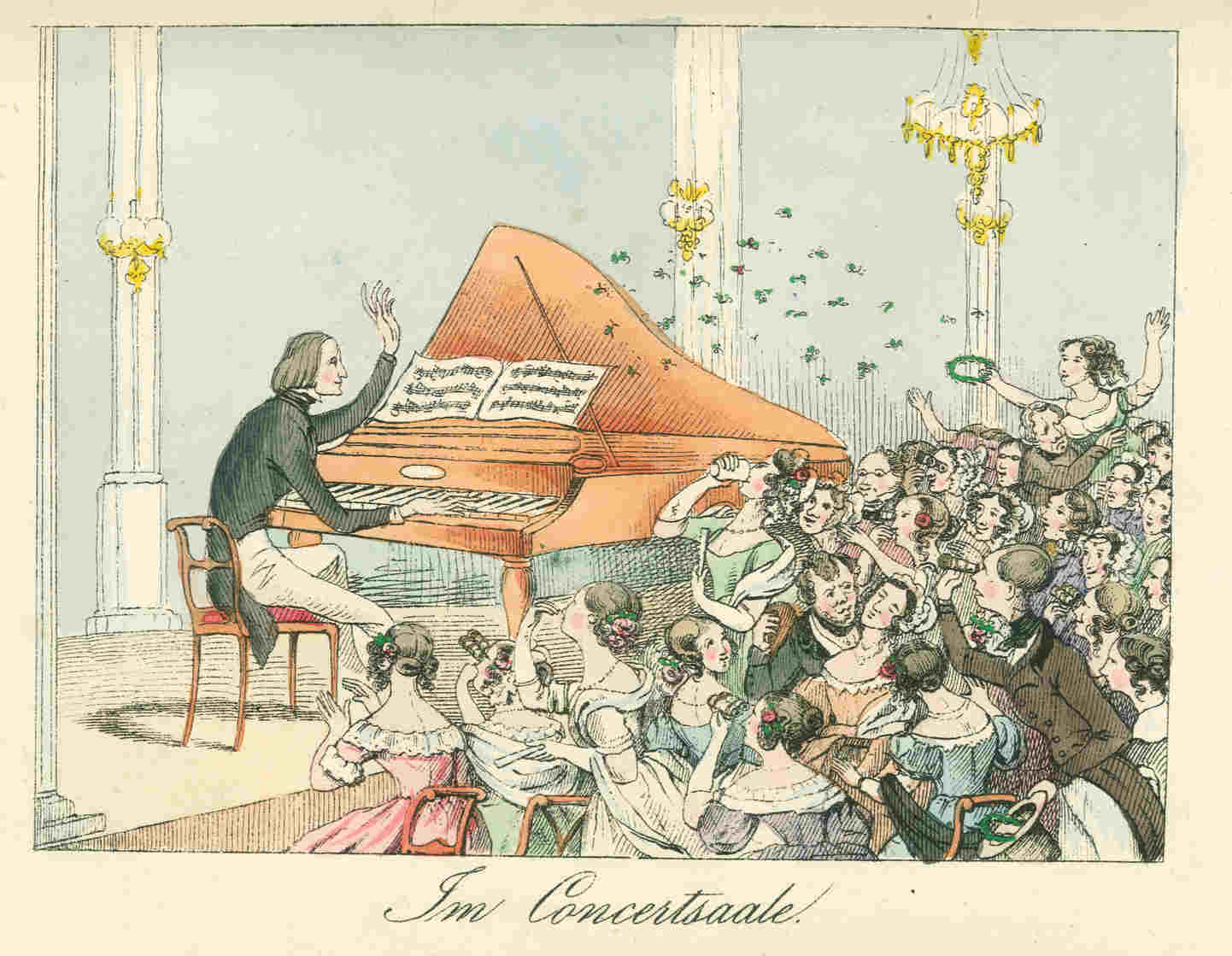
شور و احساس در کنسرت فرانتس لیست، نقاشی از تئودور هوسمان، ۱۸۴۲

طرفداران این دو دیدگاه با گردهمایی در کنسرت‌ها، نوشتن در مطبوعات و سایر رشته‌های موسیقی، مبارزات خود را رهبری کرده و به تحقیر و شرمساری یکدیگر می‌پرداختند. برامس در ۴ مه ۱۸۶۱، یک مانیفست در حمایت از طرفداران «موسیقی جدی» منتشر کرد، که با امضای کلارا شومان، یوزف یواخیم، آلبرت دیتریش، ولدمار بارجیل و بیست نفر دیگر همراه بود. در این مانیفست، ترویج‌کنندگان «موسیقی آینده»، به‌عنوان «برخلاف درونی‌ترین روح موسیقی و به‌شدت تاسف‌بار، مورد محکومیت قرار می‌گیرند». آن سوی دیگر، «باشگاه وایمار نو» که در مرکزیت آن لیست حضور داشت، جشن سالگرد «مجله موسیقی جدید» را در شهر زادگاه روبرت شومان (تسویکاو) و به یاد وی برگزار کرد و به‌صورت آشکار از دعوتِ اعضای جناح مخالف از جمله کلارا (بیوهٔ شومان)، چشم‌پوشی کردند. در مقابل، کلارا اجرای هرگونه اثر از فرانتس لیست را متوقف کرد و هنگام انتشار کامل آثار شوهرش، تحسین شومان از یک اثرِ لیست به‌نام «فانتزی در دو ماژور» را پنهان و منتشر نکرد. همچنین کلارا وقتی شنید که قرار است فرانتس لیست و ریشارد واگنر در جشنواره‌ای به‌مناسبت صدمین سال تولد بتهوون در وین حضور داشته باشند، از شرکت در این جشن خودداری کرد.
کلارا در توصیف آثار در سبک مکتبِ مخالف، به‌ویژه ریشارد واگنر، انتقادات تند و تیزی را مطرح کرد. وی در مورد آثار واگنر مانند اپرای تنهوزر نوشت که «او قساوت و بی‌رحمی خود را در این اثر پوشانده‌است»، اپرای لوهنگرین را «وحشتناک» و اپرای تریستان و ایزولده را «نفرت‌انگیزترین چیزی است که من در طول زندگی‌ام دیده‌ام یا شنیده‌ام»، وصف کرده‌است. وی همچنین گلایه می‌کند که واگنر از شوهرش، برامس و مندلسون به شکلی «تحقیرآمیز» نام برده و سخن گفته‌است. واگنر نیز در مقاله‌ای، محافظه کارانِ موسیقی را مورد بازیچه قرار داده و از آنان به عنوان «جامعه اعتدال‌گرایان موسیقی» و «در انتظار مسیح» یاد کرده‌است. واگنر همچنین در نامه‌ای به برامس که چندان هم احترام‌آمیز نبود، در دفاع از آهنگسازان موسیقی جدید، سمفونی شماره ۷، اثر آنتون بروکنر را «قطعه‌ای سهمگین» توصیف کرد. در آن زمان سمفونی‌های بروکنر به‌دلیل هارمونی پیشرفته، ارکستراسیون گسترده با مدت زمان طولانی، به‌عنوان نمونه‌ای از «مکتب موسیقی آلمانی» که این آهنگساز آن را نمایندگی می‌کرد، دیده می‌شد. کلارا نیز پیشتر تحت تأثیر «سمفونی شماره ۱ در فا مینور» اثر ریشارد اشتراوس (یکی دیگر از آهنگسازان موسیقی جدید) قرار گرفته و آن را ستوده بود، ولی این اظهارنظر قبل از گرایش اشتراوس به «موسیقی برنامه‌ای» بود که بعداً به‌همین خاطر معروف شد.
گرچه برامس به‌طور پنهانی از موسیقی واگنر بسیار با احترام یاد کرد و کارهای لیست را نیز به‌طور علنی ستود، همچنین چندین نفر از طرفداران و امضاکنندگان مانیفست، از جمله یواخیم، کوتاه آمدند و به «طرف دیگر» پیوستند و سرانجام جنجال‌ها فروکش کرد، اما کلارا شومان همچنان در مخالفت با «مکتب موسیقی آلمانی» در طول زندگی خود، ثابت قدم ماند.

## میراث

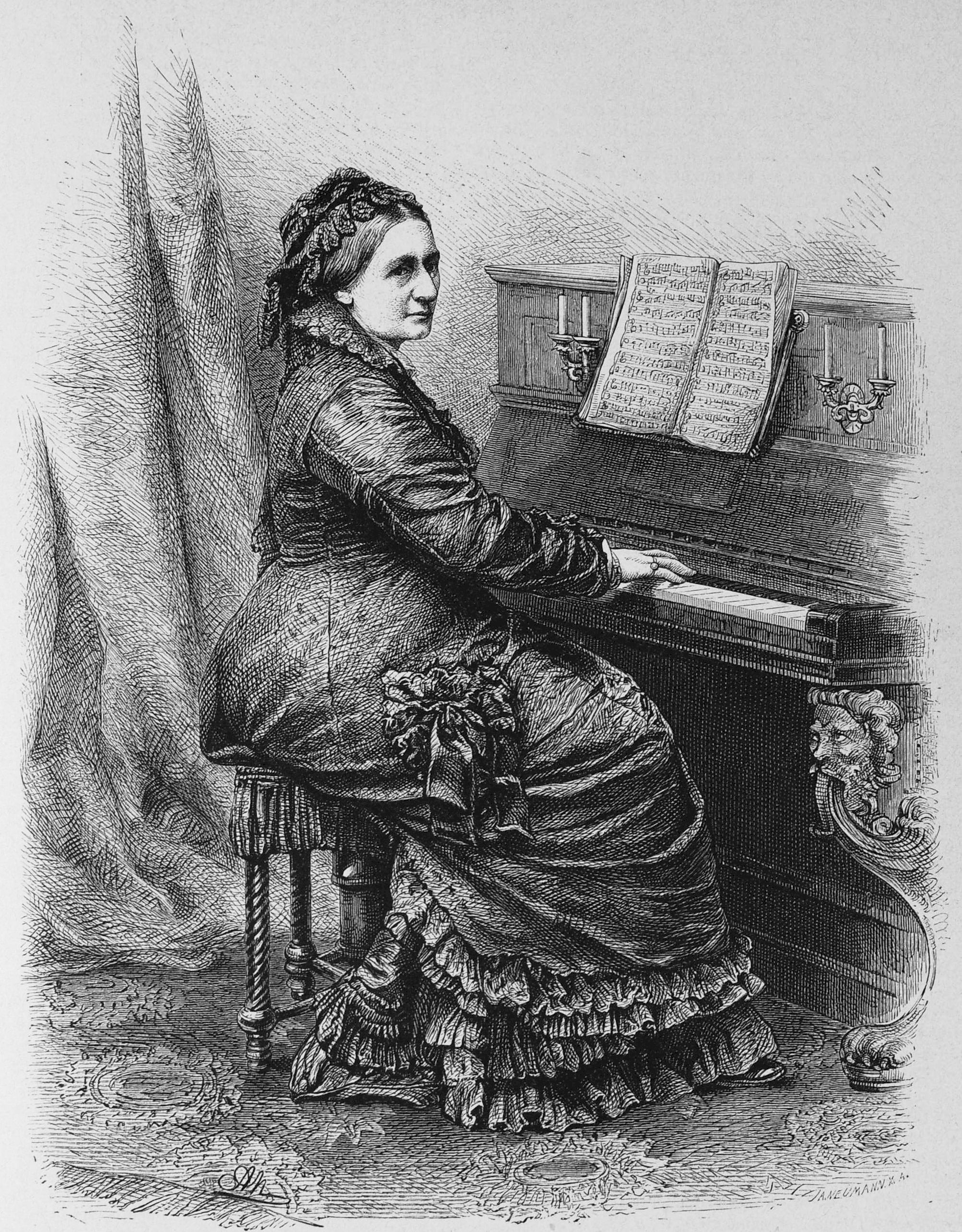
کلارا شومان، (۱۸۸۲)

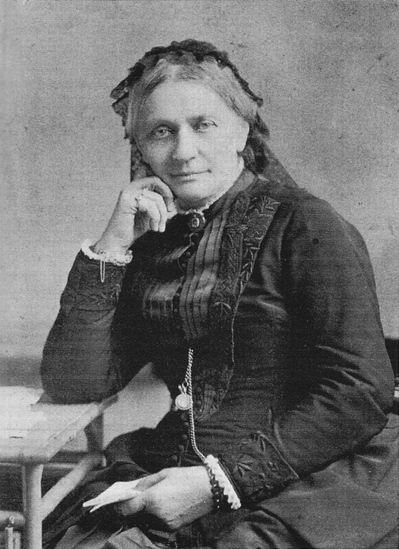
کلارا شومان (۹۰–۱۸۸۷)

### تأثیر در طول زندگی
کلارا اگرچه تا سالها پس از مرگش به‌طور گسترده‌ای به‌عنوان آهنگساز شناخته نمی‌شد، اما به‌عنوان یک پیانیست، تأثیر ماندگاری از خود بر جای گذاشت. وی از سن سیزده سالگی که توسط پدرش برای اصول گوش‌دادن و حفظ‌کردنِ موسیقی، آموزش دیده بود، اجراهای عمومی خود را از حفظ و بدون استفاده از صفحهٔ نت برگزار می‌کرد، واقعیتی که توسط منتقدان، یک امر استثنایی تلقی شد. او یکی از اولین پیانیست‌هایی بود که از حافظهٔ خود برای اجرا کمک می‌گرفت و آن را به استانداردی برای برگزاری کنسرت‌ها تبدیل کرد. او همچنین در انتخاب نوع برنامه‌ها برای تغییر و تنوع، همان‌طور که از پیانیست‌های کنسرت انتظار می‌رود، نقش مهمی داشت. وی در اوایل کار خود و قبل از اینکه ازدواج کند، در کنسرت‌هایش قطعاتی که برای تمرین و تکنیک نوازندگی طراحی شده بود، اجرا می‌کرد، یا اپراهای محبوب و مردمی را با تغییر و تنظیم جدید توسط خودش یا تنظیم‌های نوازندگان چیره‌دست دیگری که وجود داشت، با پیانو می‌نواخت. در آن زمان رسم بر این بود که نوازندگان سولیست، آثار ارکسترال یا اپراهای معروف را بر اساس سلیقهٔ شخصی تنظیم می‌کردند و در کنسرت‌ها به اجرا می‌گذاشتند. کلارا در کنسرت‌های خود، حداقل یکی از آثارش را نیز (مانند «واریاسیون روی یک تم از بلینی، اپوس ۸»، یا «اسکرتسو، اپوس ۱۰»)، در برنامه می‌گنجاند. با این حال همان‌طور که او در راه پیشرفت، به یک هنرمند مستقل‌تر تبدیل می‌شد، در رپرتوارهایش نیز آثار آهنگسازان برجسته‌تر را قرار می‌داد.
کلارا در سبک تدریس خود برای آموزش پیانو، بر بیان و لحن آوازی همراه با رعایت تکنیک و اهداف آهنگساز، تأکید می‌ورزید، و این امر بر شاگردان پیانیست او تأثیر زیادی داشت. ماتیلد ورن، یکی از این دانش‌آموزان، این نوع تدریس را با خود به انگلستان برد و در آنجا شیوهٔ کلارا را آموزش می‌داد. کارل فریدبرگ، یکی دیگر از شاگردان وی، این نوع از آموزش را به مدرسه جولیارد در آمریکا منتقل کرد، جایی که دانش آموزان وی مانند مالکوم فرگر و بروس هانگفورد حضور داشتند.
وی همچنین در طول زندگی‌اش به صورت خستگی‌ناپذیری آثار شوهرش را ترویج می‌داد و در شناخت، درک و افزودن آثار روبرت شومان به رپرتوار کنسرت، نقش بسزایی داشت.

### یادبود

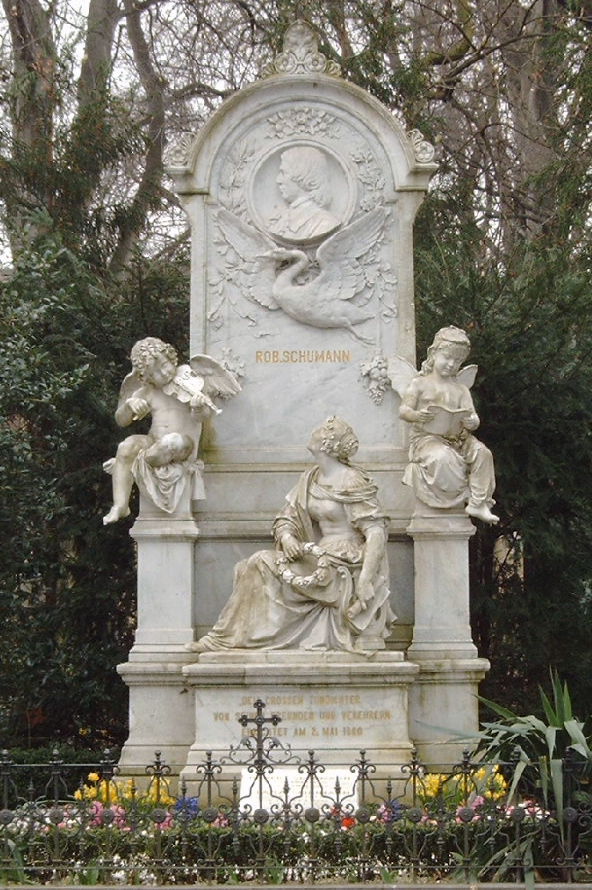
آرامگاه مشترک کلارا و روبرت شومان در گورستان قدیمی بن

از اول ژانویه ۱۹۸۹، به یاد کلارا، اسکناسی ۱۰۰ مارکی رونمایی و تا دوم ژانویه ۲۰۰۲ (زمانی که یورو به تصویب رسید)، چاپ شد. این اسکناس به‌همراه تصویری از کلارا با چاپ سنگی اثر آندریاس استاب بر روی آن است. پشت اسکناس نیز شامل دو تصویر است، یک تصویر از پیانویی است که کلارا با آن می‌نواخته و و دیگری، نمای بیرونی از «کنسرواتوار دکتر هوخ» را نشان می‌دهد که کلارا در آنجا تدریس می‌کرد، علاوه بر آن ساختمان جدیدِ کنسرواتوار نیز به‌نام کلارا شومان نامگذاری شده‌است.

### فیلم

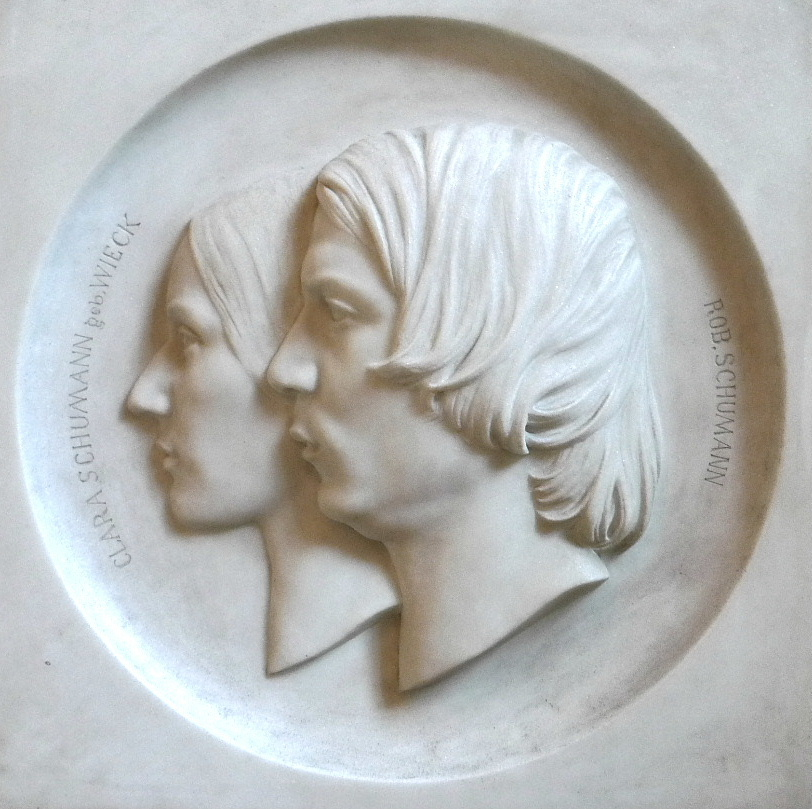
نقش برجسته از کلارا و روبرت شومان، اثر: فریتز کلیمش

کلارا شومان بارها در پردهٔ نمایش به تصویر کشیده شده‌است. قدیمی‌ترین فیلم، رویاپردازی نام دارد که برای اولین بار در سوم مه سال ۱۹۴۴، در شهر تسویکا به نمایش عمومی درآمد. فیلم بعدی (۱۹۴۷)، آهنگ عشق نام دارد که احتمالاً شناخته‌شده‌ترین فیلم است. در این فیلم کاترین هپبورن (در نقش کلارا شومان)، پل هنرید (در نقش روبرت شومان) و رابرت واکر (در نقش یوهانس برامس)، بازی کرده‌اند.
در سال ۱۹۵۴، لرتا یانگ، او را در «نمایش لرتا یانگ»، فصل اول، قسمت ۲۶، با عنوان داستان کلارا شومان (اولین بار در ۲۱ مارس ۱۹۵۴ پخش شد) به تصویر کشید که در آن به موضوع پشتیبانی کلارا از همسرش در حرفهٔ آهنگسازی می‌پردازد، در این نمایش جورج نادر، شلی فابارس و کارلتون یانگ، ایفای نقش کرده‌اند.
دو فیلم اخیر دیگر که در آلمان ساخته شده‌است عبارتند از: سمفونی بهار (۱۹۸۳) با بازی ناستاسیا کینسکی و کارگردانی پیتر شامونی، و فیلم کلارای معشوق (۲۰۰۸) به کارگردانی هلما زاندرز-برامس که نقش کلارا توسط مارتینا گدک به تصویر کشیده شده‌است.

### تکریم
گوگل در ۱۳ سپتامبر ۲۰۱۲، ۱۹۳ سالگی تولد او را با یک گوگل دودل جشن گرفت.

## واژه‌نامه
1. ↑  Franz von Lenbach
2. ↑  Clara Josephine Wieck
3. ↑  Mariane Bargiel
4. ↑  Adolph Bargiel
5. ↑  Ernst Carus
6. ↑  Henri Herz
7. ↑  Eduard Clemens Fechner
8. ↑  Benedict Randhartinger
9. ↑  Erlkönig
10. ↑  Revue et Gazette Musicale
11. ↑   Neue Zeitschrift für Musik
12. ↑  Königliche und Kaiserliche Österreichische Kammer
13. ↑  Julius Otto Grimm
14. ↑  Marie
15. ↑  Elise
16. ↑  Julie
17. ↑  Emil
18. ↑  Ludwig
19. ↑  Ferdinand
20. ↑  Eugenie
21. ↑  Felix
22. ↑  Erinnerungen
23. ↑  William Sterndale Bennett
24. ↑  London Philharmonic Society
25. ↑  Dr Wylde
26. ↑  Adolph Menzel
27. ↑  St. James's Hall
28. ↑  Joseph Ries
29. ↑  J. B. Zerbini
30. ↑  Louisa Pyne
31. ↑  Susanna Pyne
32. ↑  Rosalie Leser
33. ↑  Woldemar Bargiel
34. ↑  Woldemar Bargiel
35. ↑  James Kwast
36. ↑  Natalia Janotha
37. ↑  Fanny Davies
38. ↑  Nanette Falk
39. ↑  Amina Goodwin
40. ↑  Carl Friedberg
41. ↑  Leonard Borwick
42. ↑  Ilona Eibenschütz
43. ↑  Adelina de Lara
44. ↑  Marie Olson
45. ↑  Mary Wurm
46. ↑  Alter Friedhof
47. ↑  Adolf von Henselt
48. ↑  Henri Herz
49. ↑  Johann Peter Pixis
50. ↑  4 Pièces caractéristiques
51. ↑  Er ist gekommen in Sturm und Regen
52. ↑  Liebst du um Schönheit
53. ↑  Warum willst du and're fragen
54. ↑  Ich stand in dunklen Träumen
55. ↑  Sie liebten sich beide
56. ↑  Liebeszauber
57. ↑  Der Mond kommt still gegangen
58. ↑  Ich hab' in deinem Auge
59. ↑  Die stille Lotosblume
60. ↑  Abendfeyer in Venedig
61. ↑  Vorwärts
62. ↑  Gondoliera
63. ↑  Was weinst du, Blümlein
64. ↑  An einem lichten Morgen
65. ↑  Geheimes Flüstern hier und dort
66. ↑  Auf einem grünen Hügel
67. ↑  Das ist ein Tag, der klingen mag
68. ↑  O Lust, o Lust
69. ↑  New German School
70. ↑   Lisztomania
71. ↑  Theodor Hosemann
72. ↑  Albert Dietrich
73. ↑  Woldemar Bargiel
74. ↑  New Weimar Club
75. ↑  Neue Zeitschrift für Musik
76. ↑  Mathilde Verne
77. ↑  Carl Friedberg
78. ↑  Malcolm Frager
79. ↑  Bruce Hungerford
80. ↑  Andreas Staub
81. ↑   Dr. Hoch's Konservatorium
82. ↑  Fritz Klimsch
83. ↑  Träumerei
84. ↑  Song of Love
85. ↑   Carleton G. Young
86. ↑  Geliebte Clara

### فارسی
- حسنی، سعدی (۱۳۶۳). تاریخ موسیقی. ج. دوم. تهران: صفی‌علیشاه.
- دوکانده، رولان (۱۳۶۴). فرهنگ بزرگ موسیقی. ج. چاپ اول. ترجمهٔ شهره شعشعانی. تهران: فاریاب.
- ل-وینک، ریچارد (۱۳۶۶). چگونه خوب بشنویم. ج. چاپ اول. ترجمهٔ پرویز منصوری. تهران: کتاب زمان.

### انگلیسی
کتاب‌ها
- Swafford, Jan (1997). Johannes Brahms: A Biography Century. Knopf. ISBN 978-0-679-42261-7.
- Avins, Styra (1997). Johannes Brahms: Life and Letters. Translated by Eisinger, Josef; Avins, Styra. Oxford University Press. ISBN 0-19-924773-0. Retrieved 2 August 2019.
- Borchard, Beatrix (1991) [reprinted 2015]. Clara Schumann: Ihr Leben (به آلمانی). Berlin: Ullstein Verlag. ISBN 978-3-487-08553-1.
- Burton-Hill, Clemency (2017). Year of wonder: classical music for every day. London: Headline Home. ISBN 978-1-4722-5182-4. OCLC 1011353452.
- Clive, Peter (2006). Brahms and His World: A Biographical Dictionary. Scarecrow Press. ISBN 978-1-4617-2280-9. Retrieved 16 October 2019.
- Dahlhaus, Carl (1991). The Idea of Absolute Music. Translated by Lustig, Roger. University of Chicago Press. Originally published Kassel (1978) [in German], Chicago/London (1989) [English translation].
- Haisler, J. L. (2003). The Compositional Art of Clara Schumann (a Master of Music thesis). Houston, TX: Rice University.
- Jensen, Eric Frederick (2012). Schumann. Oxford University Press. ISBN 978-0-19-983195-1. Retrieved 4 August 2019.
- Koch, Paul-August (1991). Clara Wieck-Schumann: (1819–1896): Kompositionen: eine Zusammenstellung der Werke, Literatur und Schallplatten. Frankfurt am Main: Zimmermann (publisher).
- Litzmann, Berthold (1913) [reprint 2013]. Clara Schumann: An Artist's Life, Based on Material Found in Diaries and Letters. Vol. 1: 1819–1850 ISBN 978-1-108-06415-6, Vol. 2: 1850–1896 ISBN 978-1-108-06416-3. Alternate reprint edition: Read Books Ltd (2011), Vol. 1 ISBN 978-1-446-54706-9, Vol. 2 ISBN 978-1-446-54512-6. Translated by Hadow, Grace E. Preface to vol. 1 by W. H. Hadow. (Translated and abridged from the fourth German ed.). Cambridge University Press. Original publishers (English ed.): London: Macmillan & Co. & Leipzig: Breitkopf & Härtel (1913).
- Litzmann, Berthold (1902–1908). Clara Schumann: Ein Künstlerleben, Nach Tagebüchern und Briefen. Vol. 1: Mädchenjahre 1819–1840, Vol. 2: Ehejahre 1840–1856, Vol. 3: Clara Schumann und ihre Freunde 1856–1896. Leipzig: Breitkopf & Härtel.
- Litzmann, Berthold, ed. (1927) [reprint 1973]. Clara Schumann, Johannes Brahms: Briefe aus den Jahren 1853–1896 [Letters of Clara Schumann and Johannes Brahms, 1853–1896]. Vol. 1: 1853–1871, Vol. 2: 1872–1896. Preface by Marie Schumann. New York: Vienna House. ISBN 0844300543. OCLC 792836. Original publisher (English ed.): New York: Longmans, Green & Co. (1927). Original publisher (German ed.): Leipzig: Breitkopf & Härtel (1927) .
- Murray, Jenni (2018). A History of the World in 21 Women: A Personal Selection. Oneworld Publications. ISBN 978-1-78607-411-9.
- Reich, Nancy B. (2001). Clara Schumann: The Artist and the Woman (Revised ed.). Ithaca, NY: Cornell University Press. ISBN 978-0-8014-8637-1.
- Reich, Susanna (1999). Clara Schumann: Piano Virtuoso. New York: Houghton Mifflin Harcourt. ISBN 0-618-55160-3.
- Walker, Alan (1993). Franz Liszt: The Weimar Years. New York: Cornell University Press. pp. 338–367. ISBN 0-8014-9721-3.{{cite book}}:  نگهداری CS1: پیش‌فرض تکرار ref (link)
- Shaw, George Bernard (1937). London Music in 1888–1889 as heard by Corno di Bassetto. London: Constable & Robinson.
- Schumann, Eugenie (1925) [English translation 1927, reprinted 1991]. Erinnerungen [The Schumanns and Johannes Brahms: The Memoirs of Eugenie Schumann]. Translated by Busch, Marie. Lawrence, MA: Music Book Society. ISBN 1-878156-01-2.
- Swafford, Jan (1997). Johannes Brahms: A Biography. New York: Alfred A. Knopf, Inc. ISBN 0-679-42261-7.

دانشنامه‌ها
- Abraham, Gerald E. H. (20 July 1998). "Robert Schumann / German composer". Encyclopædia Britannica. Retrieved 13 September 2019.
- Avins, Styra (2002). "Joseph Joachim". Oxford Companion to Music. Oxford University Press.
- Bonds, Mark (2001). "Symphony: II. 19th century". The New Grove Dictionary of Music and Musicians (2nd ed.). London: Macmillan Publishers. ISBN 0-333-60800-3.{{cite encyclopedia}}:  نگهداری CS1: پیش‌فرض تکرار ref (link)
- Daverio, John (2001). "Schumann, Robert". Grove Music Online. Oxford University Press. Retrieved 24 June 2007.
- Hall, George (2002). "Schumann, Clara (Josephine)". The Oxford Companion to Music. New York: Oxford University Press.
- Reich, Nancy B. (2001). "Schumann [née Wieck], Clara (Josephine)". Grove Music Online. Oxford University Press.
- Weingarten, Joseph (1972). "Interpreting Schumann's Piano Music".  In Walker, Alan (ed.). Robert Schumann: The Man and His Music. London: Barrie & Jenkins. ISBN 978-0-214-66805-0. OCLC 655091460.

مطبوعات
- Allihn, Karen (5 March 2019). "Erinnerungen an Clara Schumann: Alleinstehend, berufstätig, kinderreich". Frankfurter Allgemeine Zeitung (به آلمانی). Retrieved 13 September 2019.
- Altenmüller, Eckart; Kopiez, Reinhard (2010). "Suffering for Her Art: The Chronic Pain Syndrome of Pianist Clara Wieck-Schumann". Neurological Disorders in Famous Artists – Part 3. Frontiers of Neurology and Neuroscience. Vol. 27. Basel: Karger. Retrieved 26 September 2018.
- Daverio, John (1997). "Sounds Without the Gate: Schumann and the Dresden Revolution". Il Saggiatore Musicale.
- Galloway, Janice (20 June 2002). "Silent partner". The Guardian.
- Horne, William (1997). "Brahms's Op. 10 Ballades and His Blätter Aus Dem Tagebuch Eines Musikers". The Journal of Musicology. Vol. 15, no. 1. JSTOR 763905.
- Kopiez, Reinhard (28 November 2008). "Clara Schumann's collection of playbills: A historiometric analysis of life-span development, mobility, and repertoire canonization" (PDF). Elsevier. Vol. 37.
- Negwer, Ingo (February 2002). "Dr. Hoch's Konservatorium seit Januar Musikakademie / Bericht vom Festakt zur Verleihung des Status einer Akademie". Online Musik Magazin (به آلمانی). Retrieved 12 September 2019.
- Pedroza, Ludim R. (October–December 2010). "Music as Communitas: Franz Liszt, Clara Schumann, and the Musical Work". Journal of Musicological Research. Taylor & Francis. 29 (4): 295–321. doi:10.1080/01411890903475981. ISSN 0141-1896. S2CID 145104181.  – via EBSCO Host (نیازمند آبونمان)
- Popova, Maria (21 February 2017). "When a Friendship Is More Than Friendship: The Tender Letters of Clara Schumann and Johannes Brahms". Brain Pickings. Retrieved 15 September 2018.
- Reich, Nancy B. (1986). "Clara Schumann". Women Making Music: The Western Art Tradition, 1150–1950. Urbana and Chicago: University of Illinois Press. ISBN 0-252-01204-6.
- Riebsamen, Hans (9 May 2019). "Pianistin Clara Schumann: Klavierstunde bei der eisernen Meisterin". Frankfurter Allgemeine Zeitung (به آلمانی). Retrieved 12 September 2019.
- Swafford, Jan (26 April 2003). "Bittersweet symphonies / Brahms's affair with Clara Schumann was a sizzling mess that left his life in chaos and filled his music with yearning". The Guardian. Retrieved 8 October 2019.
- Worl, Gayle (9 March 1997). "Women of Historic Note". The Washington Post.

منابع آنلاین
- Schumann, Clara (1990). "Women Musicians and National Currency". hyperion. hyperion-records. Retrieved 20 November 2020.
- Berliner Philharmoniker. "Clara Schumann und die Berliner Philharmoniker, Zum 200. Geburtstag der Pianistin und Komponistin". berliner-philharmoniker.de (به آلمانی). Berliner Philharmoniker. Retrieved 9 October 2019.
- Braunstein, Joseph (1971). "Clara Schumann; Michael Ponti, piano" (LP, liner notes). Vox Records. CE 31038.
- Buja, Maureen (10 September 2015). "Linds and Clärchens: Women Musicians and National Currency". interlude.hk. Interlude. Retrieved 16 October 2019.
- "The Clara Schumann Story". The Loretta Young Show (TV series). Season 1. Episode 26. Loretta Young (actor). 21 March 1954. https://www.imdb.com/title/tt0630981/.
- Dunsmore, David R. (December 2013). "Review: Clara Schumann – Three Romances for violin and piano, Op. 22". musicweb-international.com.
- "Frühlingssinfonie" [Spring Symphony] (1983) (Motion picture) (به آلمانی). Nastassja Kinski (actor). Retrieved 16 October 2019.{{cite news}}:  نگهداری CS1: سایر موارد (link)
- "Geliebte Clara" [Beloved Clara] (2008) (Motion picture) (به آلمانی). Helma Sanders-Brahms (director). Retrieved 16 October 2019.{{cite news}}:  نگهداری CS1: سایر موارد (link)
- Klassen, Janina (2011). "Schumann, Clara (Josephine)". sophie-drinker-institut.de (به آلمانی). Bremen: Sophie Drinker Institute. Retrieved 12 September 2019.
- Nauhaus, Julia M. "Clara Schumann, née Wieck (1819–1896), wife". schumann-portal.de. Translated by Ma, Katharina. Schumann Portal. Retrieved 12 September 2019.
- Nauhaus, Julia M. "Eugenie Schumann (1851–1938), daughter". schumann-portal.de. Translated by Ma, Katharina. Schumann Portal. Retrieved 12 September 2019.
- Nauhaus, Julia M. "Mariane Wieck-Bargiel, née Tromlitz (1797–1872), mother of Clara Schumann". schumann-portal.de. Translated by Ma, Katharina. Schumann Portal. Retrieved 7 October 2019.
- Paper Money Guaranty (15 May 2018). "Clara Schumann German Mark". pmgnotes.com. Numismatic Guaranty Corporation. Retrieved 16 October 2019.{{cite web}}:  نگهداری CS1: پیش‌فرض تکرار ref (link)
- Savage, Mark (8 March 2017). "Five forgotten female composers will be celebrated on BBC Radio 3". BBC. Retrieved 9 October 2019.
- Schumann, Clara (2001). Piano Music. Selected and with an Introduction by Nancy B. Reich. Mineola, NY: Dover Publications. ISBN 978-0-486-41381-5. Originally published 1836, 1840, 1845, 1854, 1855.
- Schumann, Robert (1879–1893).  Schumann, Clara (ed.). Robert Schumanns Werke. Breitkopf & Härtel.
- Schumann Portal. "Clara Schumann's concert tours". schumann-portal.de. Schumann Portal. Retrieved 9 October 2019.
- Schwarm, Betsy (28 June 2013). "Piano Concerto in A Minor, Op. 54 / work by Schumann". Encyclopædia Britannica. Retrieved 12 September 2019.
- "Song of Love" (1947) (Motion picture). Katharine Hepburn (actor).{{cite news}}:  نگهداری CS1: سایر موارد (link)
- "Träumerei" [Dreaming] (1944) (Motion picture) (به آلمانی). Harald Braun (director).{{cite news}}:  نگهداری CS1: سایر موارد (link)